# Eckernförde
Eckernförde ist eine über 700 Jahre alte deutsche Hafenstadt an der westlichen Ostsee im Kreis Rendsburg-Eckernförde in Schleswig-Holstein.

## Ortsname

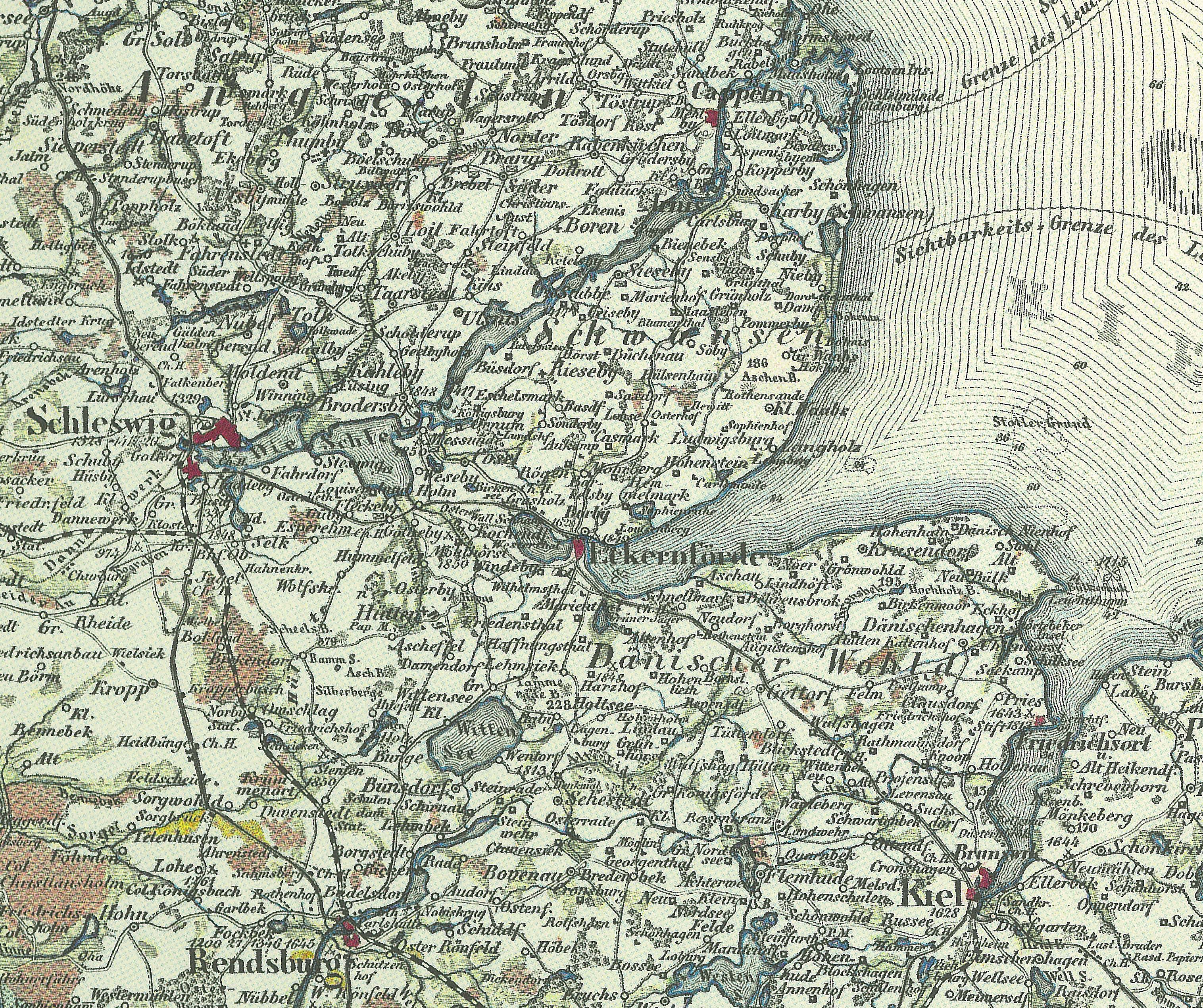
Lage Eckernfördes zwischen den „Hauptstädten“ (Schleswig, Rendsburg und Kiel) Schleswig-Holsteins

Die Herkunft des Stadtnamens Eckernförde ist nicht genau belegt und streitig. Der erste Namensteil Eckern weist möglicherweise auf Bucheckern hin, da Rotbuchen im heutigen Stadtgebiet früher ein geschlossenes Waldgebiet bildeten. Daher wohl das Eichhörnchen (dänisch egern, altdänisch ikorni) im Wappen, nach anderer Namensdeutung ist es das Eichhörnchen selbst, das zum ersten Namensteil geführt hat. Der zweite Namensteil -förde < vorde wird von manchen Leuten vom niedersächsischen Namensbestandteil -vörde für Furt abgeleitet.
Der Eckernförder Historiker Jann Markus Witt nennt allerdings zwei Möglichkeiten der Namensdeutung: entweder „Förde bei der Eckernburg“ oder „Eichhörnchenfurt“. In den frühen Dokumenten schwankt der altdänische Name und wird gelegentlich mit -burg gebildet („Ykælænborg“ oder „Ykernæburgh“ = etwa „Eichhörnchenburg“).
Laut dem Deutschen Ortsnamenbuch „spiegelt der Ortsname die Entstehung der Stadt im Schutz der Aselsburg (Eckernburg, Eichhörnchenburg) wider. In Zusammensetzung mit -furt oder Förde bezeichnete der Name somit eine Siedlung bei der Furt an der Eichhörnchenburg.“
Die Ortsbezeichnungen Eckernfördes begannen in der Vergangenheit überwiegend mit dem Anfangsbuchstaben E, außerdem auch mit den Anfangsbuchstaben Æ, H, N und Y.
Übersicht zu den Namensvarianten
| Sprache          | Bezeichnung                                 |
| ---------------- | ------------------------------------------- |
| dänisch          | Egernførde                                  |
| dänisch (selten) | Ekernførde, Egernfjord                      |
| niederdeutsch    | Eckernföör, Eckernför                       |
| angeldänisch     | Nystej (Nysted), auch Ekelførd und Egelføhr |
| latinisiert      | Ekerenforda, Ekelenforda                    |

## Geographie

### Lage
Eckernförde liegt an der Ostsee am Ende der Eckernförder Bucht, auf halbem Weg von Kiel nach Schleswig. Der Ort liegt teilweise in Schwansen und teilweise im Dänischen Wohld. Die Fläche der Stadt ist heute mit 2.087 Hektar mehr als doppelt so groß wie im Jahr 1910, als sie 894 Hektar betrug. Nachbargemeinden sind die dem Amt Schlei-Ostsee (Sitz in Eckernförde) angehörenden Gemeinden Barkelsby, Gammelby, Windeby, Goosefeld und Altenhof (aufgelistet von Norden nach Süden gegen den Uhrzeigersinn).
Naheliegende Städte (alle zwischen 20 und 30 km von Eckernförde entfernt) sind: Kappeln, Arnis (die kleinste Stadt Deutschlands), Schleswig, Büdelsdorf (2000 zur Stadt erhoben), Rendsburg und Kiel (ebenfalls aufgelistet von Norden nach Süden gegen den Uhrzeigersinn).
Die größte Ausdehnung hat die Stadt mit über sieben Kilometern etwa entlang der Bundesstraße 76 in Nordwest-Südost-Richtung. Der mit 42,6 m ü. NHN höchste Punkt der Stadt liegt im Bereich des Brennofenweges im Süden Eckernfördes.

### Stadtteile

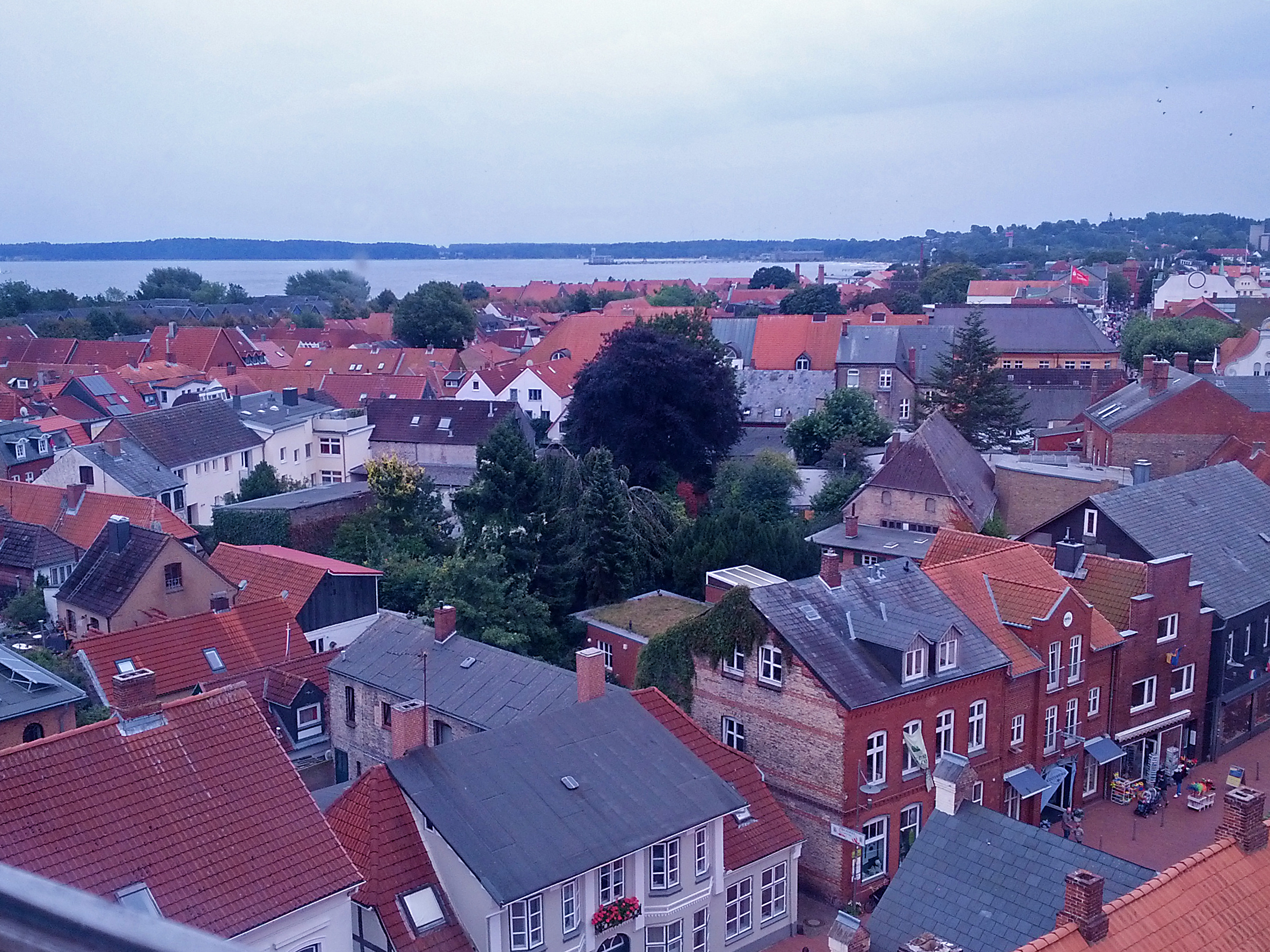
Eckernförder Altstadt, im Hintergrund die Eckernförder Bucht

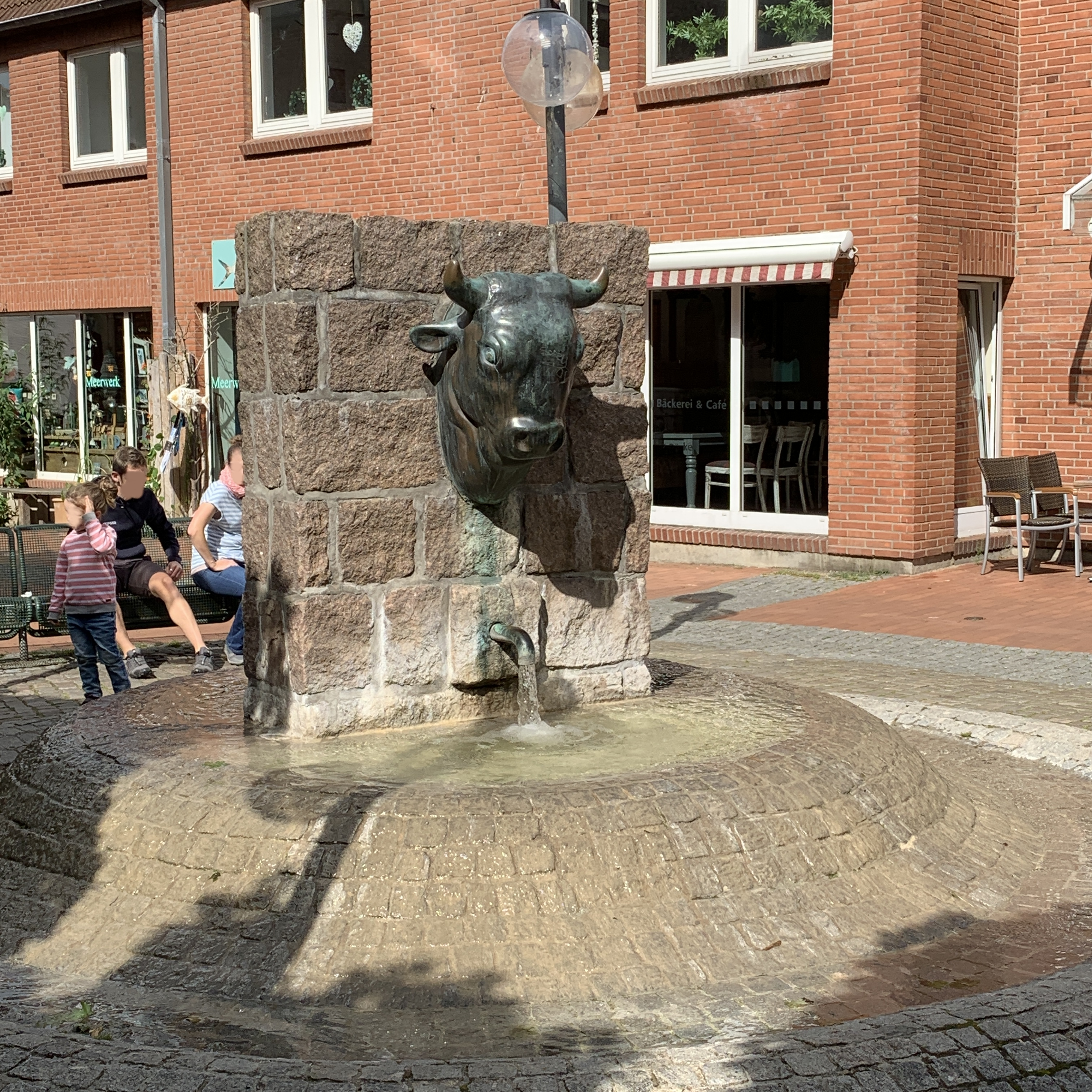
Gasse Ochsenkopf mit gleichnamigem Brunnen

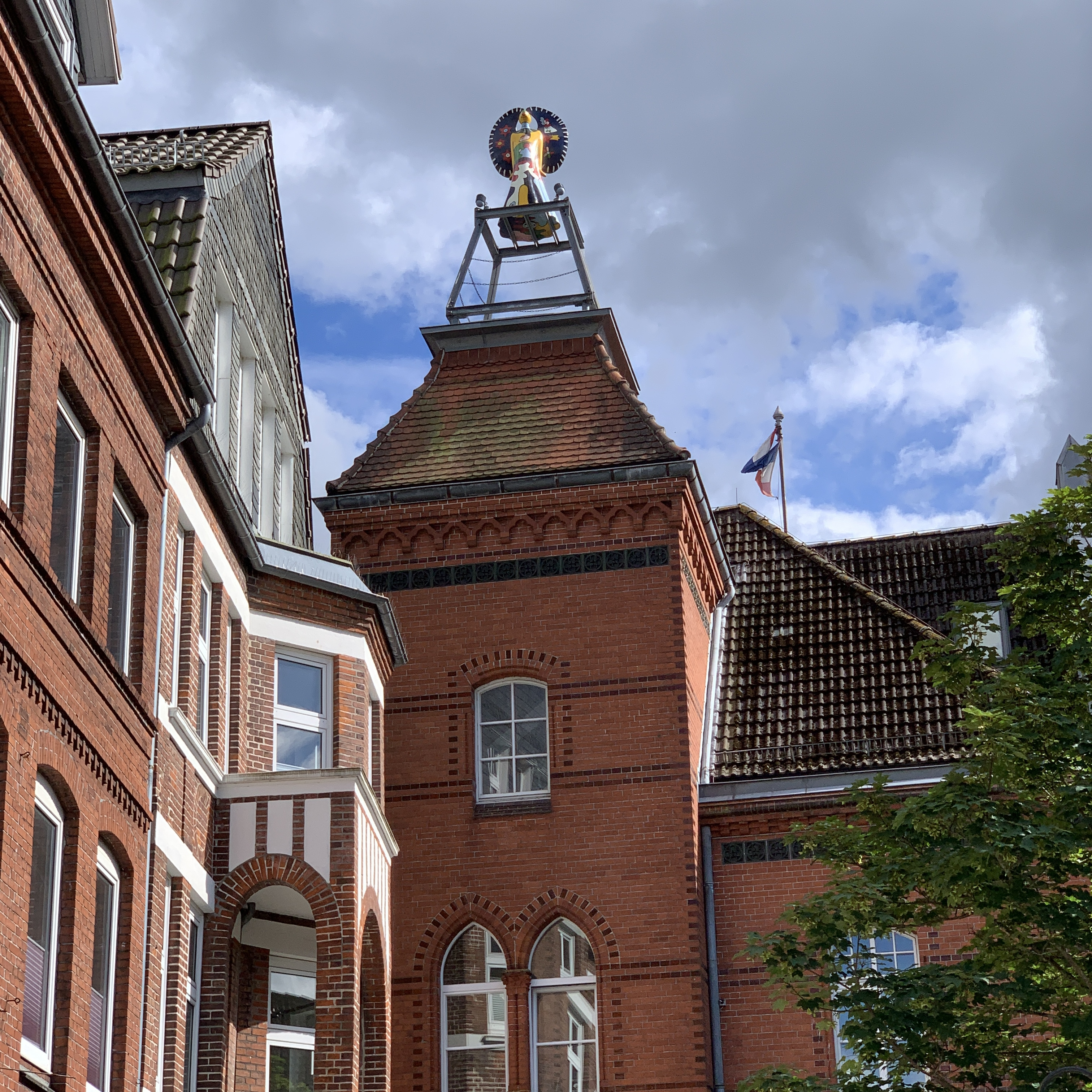
Alte Hauptpost mit bemaltem Weihnachtsengel, das goldfarbene Partnerstück befindet sich auf dem Silo am Hafen

Da Eckernförde auf eine offizielle Einteilung in Stadtteile, eine genaue Grenzziehung zwischen ihnen und die Wahl von Ortsbeiräten verzichtet hat, sind die Stadtteilbezeichnungen historischen Ursprungs. Während die Abgrenzung der einzelnen Stadtteile in der Mitte und im Norden der Stadt heute noch keine größeren Probleme bereitet, ist die genaue Zuordnung aufgrund der regen Bautätigkeit nach dem Zweiten Weltkrieg im Süden innerhalb und außerhalb der damaligen Stadtgrenzen heute zum Teil schwierig.
Zum Ende des Zweiten Weltkrieges zählte neben der Stadtmitte (Altstadt, zu der traditionell auch die Preußerstraße und die Berliner Straße bis zum Bahnübergang gerechnet wird):
- im Norden Borby, den südlich des damaligen Jungmannweges (heute: „Am Ort“) samt der Verlängerungsstraße im ehemaligen TVA-Nord-Gebiet gelegenen Teil von Louisenberg, das traditionelle Eckernförde-Nord (die Gebiete westlich und südlich von Borby, die vor der Eingemeindung Borbys zu Eckernförde gehörten wie u. a. die Vorstadt Steindamm (bis in die 1960er Jahre verwendete Stadtteil-Bezeichnung) und der Bereich zwischen Windebyer Noor und Ostlandstraße) sowie Carlshöhe (oder: Karlshöhe), Schnaap (bis 1934 Borbyer Ortsteil) und der Vogelsang-Bereich (gehörte zwischen 1708 und 1934 zu Eckernförde, davor zu Borby). Zur Grenzziehung zwischen Eckernförde und Borby siehe Artikel: Borby.
- im Süden das traditionelle Eckernförde-Süd (u. a. Rendsburger Straße bis an den Brennofenweg heran, Kakabellenweg, Ostteil des Windebyer Wegs), Sandkrug (bis einschließlich Hoheluft und heutigem Feldstedt, Am Eichberg) und Sophienhöh (die vom Kreuzungsbereich Rendsburger Straße/Domstag/Wulfsteert ausgehende Bebauung samt u. a. Bismarckstraße und später „Rendsburger Lager“ und die damals abseits gelegenen Weidenstraße) als Eckernförder Stadtteile. Zwischen diesen Stadtteilen klafften noch überwiegend erhebliche Baulücken (so waren z. B. der Mittelteil des Domstags noch von Landwirtschaftsflächen umgeben und der Mittelteil der Sehestedter Straße noch unbebaut, am Brennofenweg standen nur wenige Häuser nahe der Rendsburger Straße, die Nettelbeckstraße existierte noch nicht). Eindrucksvoll zeigt diese Situation eine Senkrecht-Luftaufnahme der Britischen Luftaufklärung vom 9. April 1945[A 2] Wilhelmsthal gehörte zwar bereits seit den 1930er Jahren zu Eckernförde, es bestand – außer den Gutshäusern – fast nur aus landwirtschaftlichen Flächen.

Noch außerhalb von Eckernförde lagen zum Zeitpunkt der Beendigung des Zweiten Weltkrieges:
- im Norden: der Nordteil Louisenbergs und Grasholz (gehörte bis 1637 ursprünglich zu Eckernförde). Grasholz (davor zu Gammelby gehörend) wurde 1973 eingemeindet, der Nordteil Louisenbergs (und einzelne Häuser der Dorotheenstraße, die bis dahin zu Barkelsby gehörten) 1974.
- im Süden Windebyer Mühle (der Ort lag in der Gegend des heutigen Möhlenkamps, die dazugehörige Fläche umfasst rund ⅔ der heutigen Diestelkamp-Wulfsteert-Bebauung), die Flächen des Goosefelder Ortsteils Marienthal, die heute zu Eckernförde gehören (Gewerbegebiet Marienthal und Wilhelm-Lehmann-Straße), das Gebiet der heutigen Domsland-Siedlung (mit dem Heckenlabyrinth) sowie das Gebiet der heutigen Broosbyer Koppel (wurde in den 1960er bis 1970er Jahren teilweise als neuer Stadtteil bezeichnet und war dem Gebiet Windebyer Mühle zuzuordnen). Die Eingemeindungen im Süden der Stadt fanden zwischen Anfang der 1960er Jahre bis in die 2000er Jahre statt.

Um das Jahr 1900 war innerhalb des heutigen Eckernförder Gebietes Borby selbständig, gehörten die heutigen Stadt- und Ortsteile Sandkrug und Wilhelmstal (damals noch: „Wilhelmsthal“) zu Marienthal, Louisenberg zu Hemmelmark, Schnaap zu Borby (als Exklave), Sophienhöh zu Eckernförde, Grasholz zu Gammelby.
Grasholz verfügt über zwei Ortsteile (Sophienruh und der südliche Teil von Flintberg), Borby über mehrere – das sind unter anderen: Borbyhof, Feldwegsiedlung, Borbyer Hagen (heute kaum noch gebräuchliche Bezeichnung für das Gebiet, in dem unter anderem der Kösliner Ring und der neue Borbyer Friedhof liegen), die Exklave ’’Schnaap’’, das traditionelle Eckernförde-Nord über zwei (Püschenwinkel und Schinnerkuhl. Vorstadt Steindamm und Vogelsang nicht eingerechnet), Louisenberg über einen (Am Ort, auch: Der Ort).
Katastermäßig wird heute noch innerhalb der Stadt Eckernförde zwischen der Gemarkung Eckernförde und der Gemarkung Borby unterschieden; darüber hinaus gibt es Stadt- und Ortsteile innerhalb der Stadtgrenzen, die weiterhin anderen Gemarkungen zugehören, wie beispielsweise Grasholz (Gemarkung Gammelby) und der Eckernförder Anteil an Marienthal (Gemarkung Marienthal).
Am 1. Januar 1974 wurden Teile der Gemeinden Barkelsby, Gammelby und Goosefeld eingegliedert.

### Gewässer
Die Innenstadt wird in Form einer Sanduhr von der Ostsee im Osten und dem Windebyer Noor im Westen umschlossen. Die Stadt verfügt über einen natürlichen Hafen, an den sich nach Süden ein langer Sandstrand anschließt.
Von den insgesamt 2.087 Hektar Gemeindefläche entfallen 404 Hektar auf das Windebyer Noor, knapp 17 Hektar auf den Großen Schnaaper See, knapp sechs Hektar auf den Kleinen Schnaaper See, knapp zwei Hektar auf den Oberen Eimersee sowie 290 Hektar auf einen gemeindlichen Anteil an der Ostsee. Würde das Wasser des Goossees nicht ständig abgepumpt, so dass sein Wasserspiegel mit 0,7 m unter NHN unterhalb dem des Meeres liegt, läge ein Teil des Sees auf Eckernförder Areal. Neben den Seen gibt es im Stadtgebiet einige Bäche als Fließgewässer, unter anderen der Lachsenbach (durchfließt den Oberen Eimersee und mündet in die Ostsee), der Möhlwischbach (mündet in die Ostsee), die Schnaaper Au (durchfließt den Großen Schnaaper See und den Kleinen Schnaaper See und mündet in das Windebyer Noor), der Broosby-Bach (mündet in das Windebyer Noor).
Die Ostsee tritt bei Sturmhochwasser über die Ufer und hat dabei schon mehrfach die gesamte Innenstadt überschwemmt. Beim höchsten Hochwasser, dem Ostseesturmhochwasser 1872, wurde das gesamte Stadtgebiet überflutet, 78 Häuser wurden zerstört, 138 beschädigt und 112 Familien wurden obdachlos. An dieses Ereignis erinnert eine Hochwassermarke am Haus in der Frau-Clara-Straße 12.

### Geologie
Die Geologie des Eckernförder Raumes und damit der Stadt Eckernförde ist vorwiegend durch die Weichseleiszeit geprägt. Der weichseleiszeitliche Ostseegroßgletscher teilte sich in Schleswig-Holstein in einen „Holsteiner Lobus“ und einen „Eckernförder Lobus“. Der „Eckernförder Lobus“ dehnte sich vom heutigen Angeln bis in die heutige Probstei aus und teilte sich im heutigen Eckernförder Gebiet unter Ausnutzung einer (nach Ansicht einiger Geologen schon vor der Eiszeit angelegten) Tiefenlinie der Eckernförder Bucht in eine nördliche („Windebyer Noor-Zunge“) und eine südliche („Wittensee-Goossee-Zunge“) Teileiszunge. Die nördliche Zunge formte u. a. die Hüttener –, die südliche die Duvenstedter Berge.
Mehr noch als die Eiszeit selbst waren es die diversen Abschmelzstadien des „Eckernförder Lobus“, die für die heutige Landschaftsgestalt in und direkt um Eckernförde verantwortlich sind. Zur hohen morphologischen Vielfalt innerhalb der Stadtgrenzen gehören noch existente Eiszungenbecken (Goossee-Niederung, Windebyer Noor samt angrenzender Verlandungsflächen), übersandete Grundmoränenlandschaften und Toteisformen (Eckernförde-Süd, Gebiet der Schnaaper Seen, Borby, Gallberg u. a.) zum Teil mit vermoorten Senken wie dem Domslandmoor, dem Marienthaler Wald oder der Wulfsteert-Senke, Seitenmoränen (insbesondere eingeschlossen in die Grundmoränenlandschaft des südlichen Eckernfördes, wo die Stadt im Gebiet des Brennofenweges mit 42 Metern ihren höchsten Punkt hat, sowie am Windebyer Noor) und tief gelegene (Möhlwischtal, Lachsenbachtal, Koseler Au u. a.) wie abfallende (Einschnitte wie zum Beispiel der heutige Liliencronweg) Schmelzwasserrinnen. Ehemalige Steilküsten oder Kliffs liegen im Eckernförder Stadtgebiet sowohl an der Ostsee (im Süden und in Borby) als auch am Windebyer Noor.
Die Altstadt von Eckernförde liegt hingegen auf einer auf wahrscheinlich moorigem Untergrund postglazial über mehrere tausend Jahre hinweg durch Sandanspülungen entstandenen Nehrung, deren Bildung anfangs durch tiefere Wasserstände der Ostsee begünstigt sein dürfte. Diese trennt heute das Windebyer Noor von der Ostsee. Die von Süden her kommende Sandströmung führt derzeit vor allem zur Verbreiterung der Stadt im Bereich des Vorhafens; im 17. Jahrhundert war der gesamte heutige Jungfernstieg noch ein Strand und selbst Mitte des 19. Jahrhunderts grenzte die zwischenzeitlich angelegte Straße seewärts teilweise immer noch an den Strand.

## Geschichte

### Mittelalter
Das genaue Gründungsdatum der Siedlung Eckernförde ist unbekannt; als der dänische Unionskönig Erich v. Pommern die Stadt 1416 im Krieg gegen die Grafen von Holstein niederbrannte, gingen angeblich alle Urkunden verloren. Der Name Ekerenvorde wurde zuerst im Jahr 1197 erwähnt. Zu diesem Zeitpunkt stand bereits die Borbyer Kirche auf der gegenüberliegenden Seite. Ende des 12. Jahrhunderts errichteten die Dänen am Ende der Eckernförder Bucht eine Burg, die 1231 im Erdbuch von König Waldemar II. als Ykernæburgh (Eichhörnchenburg) erwähnt wurde. Hierauf weist noch der Stadtteil Borby hin (dänisch Borreby von borg, Burg). Um 1210 wurde mit dem Bau der zunächst einschiffigen nach dem Heiligen Nicolaus benannten Kaufmannskirche begonnen. Zu dieser Zeit gehörte Eckernförde zum Verwaltungsgebiet Fræzlæt, das von Eckernförde aus verwaltet wurde.
Urkundlich wurde Eckernförde erstmals 1302 zweifelsfrei als Stadt erwähnt.

### Neuzeit

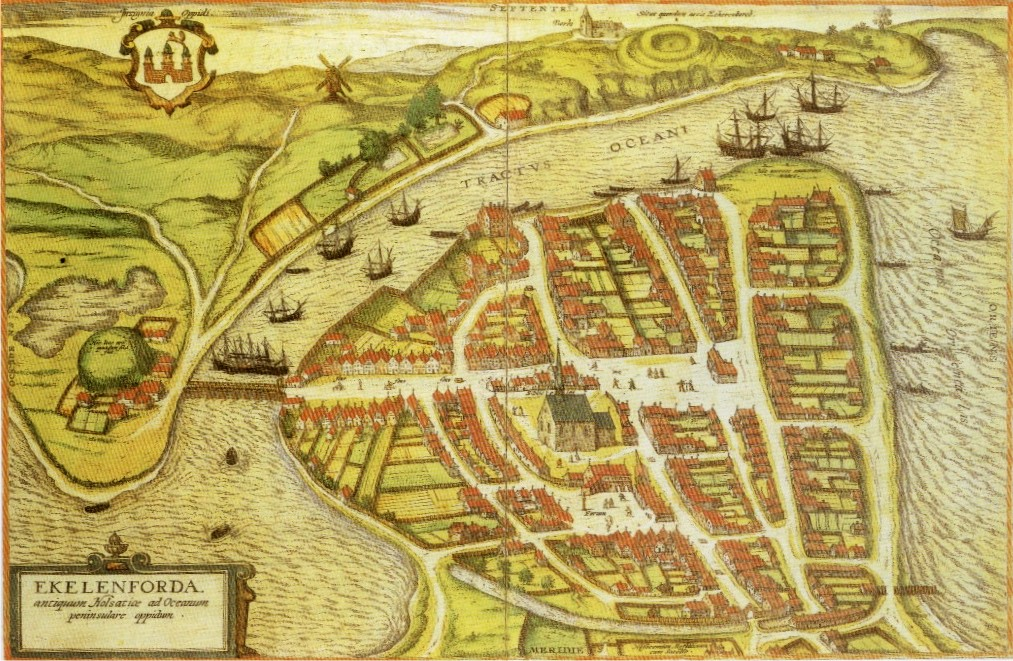
Erster bekannter Stadtplan (vor 1618)

Im Zuge der Reformation wurde Eckernförde, wie auch das übrige Schleswig, lutherisch. 1574 hatte sich in der Stadt auch eine radikal-reformatorische Täufergemeinde gebildet, die öffentlich gegen den lutherischen Klerus auftrat. Die Gemeinde wurde letztlich mit Gewalt aus der Stadt vertrieben und konnte sich später in Preußen ansiedeln.
Im 18. Jahrhundert erlebte die Stadt einen ersten wirtschaftlichen Aufschwung als Fischereihafen und Industriestandort (zum Beispiel die Eckernförder Fayencemanufaktur). Vor allem der Kaufmann und Fabrikant Friedrich Wilhelm Otte war erfolgreich und weithin bekannt.

### 19. Jahrhundert

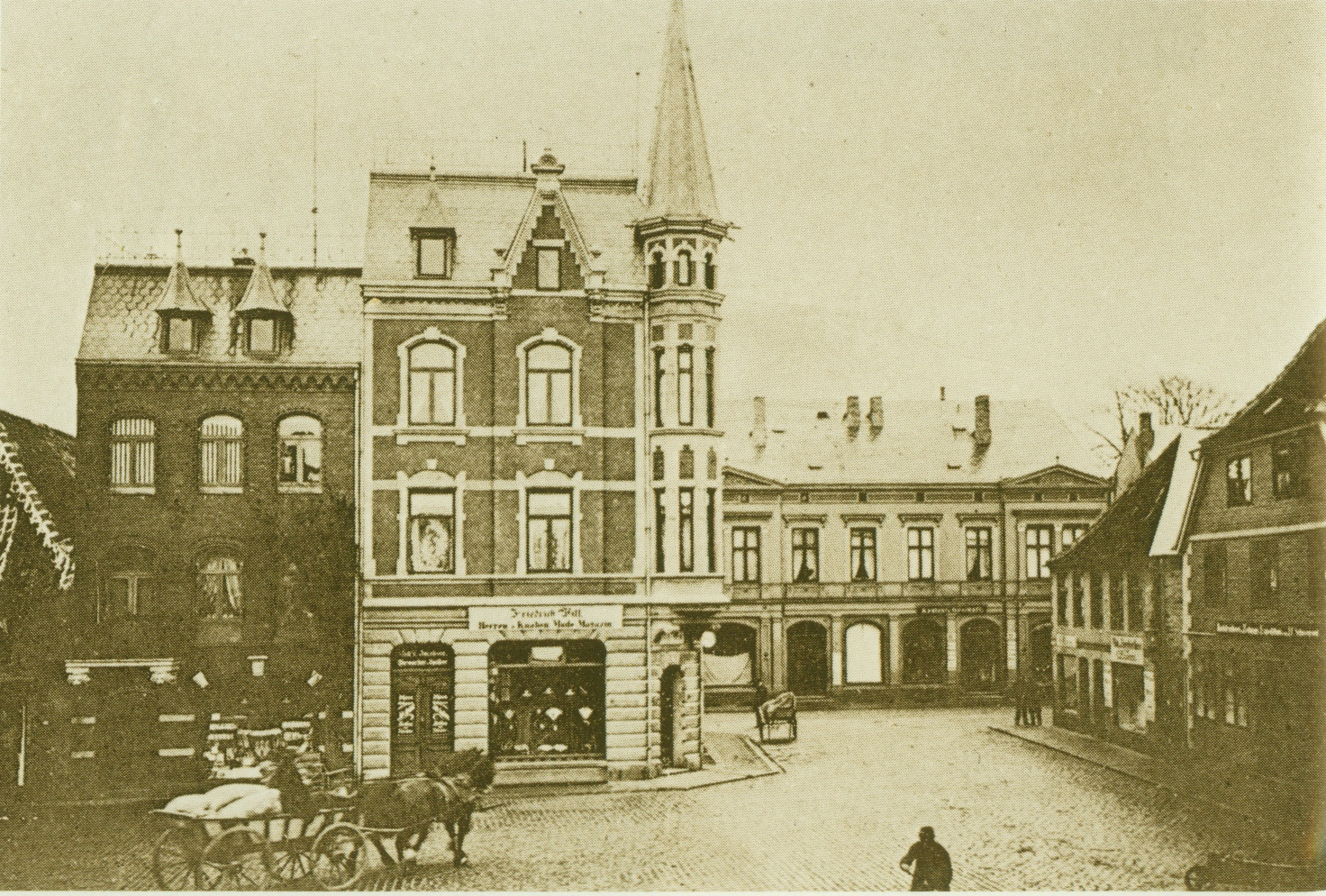
Marktplatz (Ende 19. Jh.)

Mit der Gründung des Seebades 1831 im später eingemeindeten Fischerort Borby beginnt die touristische Tradition Eckernfördes, wobei die Fischerei aufgrund des gut gelegenen Hafens noch lange bis ins 20. Jahrhundert ein wichtiger Wirtschaftsfaktor blieb. Vor allem Räuchereibetriebe machten die Stadt weithin bekannt, obwohl die Sprotten bis heute vor allem mit der südlichen Nachbarstadt Kiel verbunden werden.
Im Jahr 1848 brach der Bürgerkrieg im Herzogtum Schleswig aus. Eckernförde geriet schnell unter die Kontrolle der Schleswig-Holsteiner. Am 5. April 1849 wurde Eckernförde im Schleswig-Holsteinischen Krieg Ziel eines dänischen Landungsversuches. Dieses Gefecht bei Eckernförde leitete zugleich die zweite Phase des Dreijährigen Krieges ein. Dabei wurden das dänische Linienschiff Christian VIII. und die Fregatte Gefion von den Strandbatterien der Aufständischen beschossen, wobei das Linienschiff explodierte, die Fregatte sich ergeben musste und von den Schleswig-Holsteinern übernommen wurde. Der deutschen Öffentlichkeit wurden vor allem der coburgische Herzog Ernst II. als ranghöchster Kommandant und Eduard Julius Jungmann aufgrund ihrer militärischen Leistungen bekannt. Nach der Niederlage der schleswig-holsteinischen Aufständischen 1850 wurde der Gesamtstaat unter der dänischen Krone wiederhergestellt.
Mit der Lostrennung von der dänischen Monarchie und Anschluss an Preußen (1864/1866) büßte Eckernförde den größten Teil seines Handels ein. Immer stärker geriet es in den Schatten des sich rasant entwickelnden Marinestandorts Kiel.
Bei dem großen Sturmhochwasser vom 13. November 1872 trug Eckernförde von allen Küstenorten der Ostsee aufgrund seiner Lage an der weit nach Nordosten geöffneten Bucht die schwersten Schäden davon. Das gesamte Stadtgebiet war tagelang meterhoch überflutet, 78 Häuser zerstört, 138 Häuser beschädigt und 112 Familien obdachlos geworden.

### Anfang 20. Jahrhundert

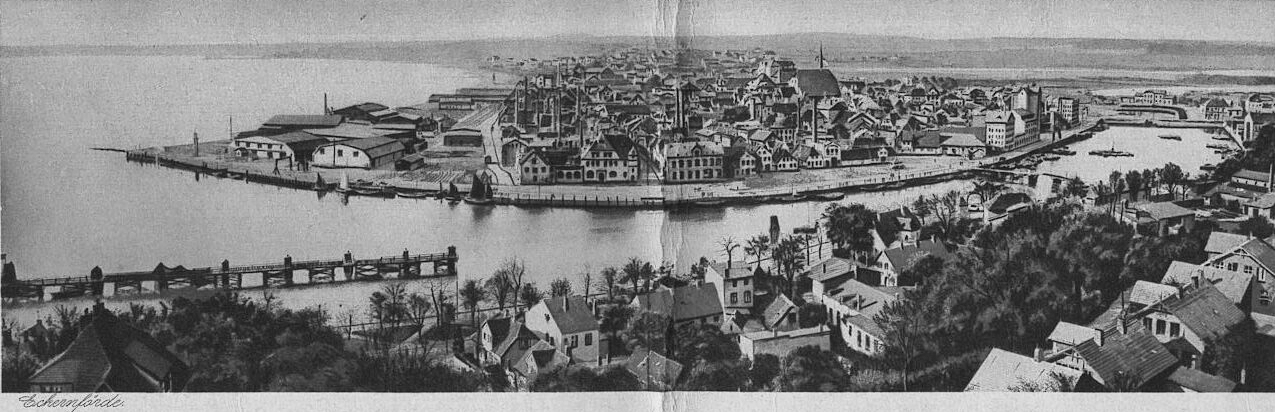
Eckernförde, Panorama um 1915

Seit 1912 ist Eckernförde Garnisonsstadt und Marinestützpunkt sowie Sitz einer Torpedoversuchsanstalt (TVA Eckernförde) mit zeitweise zwei Arealen in Eckernförde (TVA Nord und TVA Süd) und mehreren Außenstellen außerhalb von Eckernförde (siehe Wehrtechnische Dienststelle 71).
Der Kapp-Putsch im März 1920 führte in Eckernförde zu blutigen Straßenschlachten zwischen den einmarschierten Putschisten und einer aus rund 1600 Eckernfördern und Borbyern zusammengestellten „Arbeiterwehr“.

### Zeit des Nationalsozialismus
Der braune Terror begann schon vor der Machtergreifung, als am 10. Juli 1932 bei einem SA- und SS-Überfall auf das Gewerkschaftshaus in Borby zwei Gewerkschafter ermordet wurden. In der Zeit des Nationalsozialismus wurde der spätere Ministerpräsident von Schleswig-Holstein Helmut Lemke als NSDAP-Mitglied Bürgermeister von Eckernförde. Am 5. April 1933 wurden zahlreiche Sozialdemokraten, Kommunisten und aktive „freie“ TVA-Gewerkschafter in Eckernförde verhaftet und in mehrmonatige Schutzhaft genommen. Bei einer zweiten Verhaftungswelle 1936 wurden Widerständler aus dem Raum Kiel, Rendsburg und – vor allem – Eckernförde in Zuchthäuser oder Konzentrationslager verbracht. Eine dritte Verhaftungswelle nach dem Attentat vom 20. Juli 1944 führte zum tragischen Tod des noch im März 1933 wiedergewählten Borbyer SPD-Bürgermeisters und Gewerkschaftssekretärs Richard Vosgerau. Über das Schicksal der wenigen in Eckernförde lebenden Juden ist lediglich bekannt, dass mit Emmy Massmann eine Jüdin das KZ Auschwitz und das KZ Bergen-Belsen überlebt hat und dass Klara Götting, die von 1929 bis 1937 in Eckernförde gewohnt hatte, zusammen mit ihrem Ehemann Arthur nach Göttingen zurückzog und dort einer Deportation in ein KZ aufgrund ihres nichtjüdischen Ehegatten entging; dieser war in Eckernförde Gymnasiallehrer an der Jungmannschule, entwarf den Gefion-Brunnen und hatte sich geweigert, sich von seiner Gattin zu trennen.
Das Seebad Borby wurde am 1. April 1934 auf Betreiben Lemkes in die Stadt Eckernförde eingemeindet. Mit der Eingemeindung stieg die Einwohnerzahl der Stadt von knapp 8.000 auf über 10.000.
Eckernförde wurde am 3. Mai 1945 zur „Offenen Stadt“ erklärt.

### Nachkriegszeit

Einwohnerentwicklung von Eckernförde 1769 bis 2017. Die Spitze Mitte 1945 ergibt sich aus einem hohen Flüchtlingsaufkommen.

In der Nachkriegszeit gehörte Eckernförde zur Britischen Besatzungszone. Die Militärverwaltung richtete ein DP-Lager zur Unterbringung so genannter Displaced Persons ein. Es hatte die Verwaltungsnummer 1206, bestand aus drei Teillagern und wurde von einem Team der UNRRA betreut. 1947 lebten hier über 2500 DPs. Die Lager wurden im Dezember 1949 aufgelöst.
Der Zustrom von über 10.000 Flüchtlingen aus den Ostgebieten des Deutschen Reiches in das von Bomben fast verschonte Eckernförde führte bis in die 1970er Jahre zu einer großen Wohnungsnot. Schon für den Zustrom von TVA-Beschäftigten 1943 gebaute Lager mit einer Kapazität von mindestens 6000 Plätzen wurden als Flüchtlingslager genutzt und erweitert; es entstanden weitere Lager. Zwischen 1935 und 1947 verdreifachte sich die Bevölkerungszahl nahezu von 10.000 auf 28.000 durch den Zuzug von TVA-Beschäftigen, Flüchtlingen und Ausgebombten. Allein im Jahr 1945 wuchs die Einwohnerzahl von etwa 16.000 auf mehr als 26.000. Im Mai 1945 soll sie nach einer Schätzung rund 60.000 betragen haben. Dennoch avancierte die Stadt in den ersten Nachkriegsjahren auf manchen Gebieten zu einem „Kriegsgewinner“; zu nennen sind beispielsweise Um- und Ansiedlungen von Gewerbebetrieben (u. a. die Waffenfabrik J. P. Sauer & Sohn), die Gründung eines ersten Sinfonieorchesters für Schleswig-Holstein nach dem Krieg mit Sitz in Eckernförde (Schleswig-Holsteinisches Konzertorchester GmbH), die Aufstellung der Bereitschaftspolizei 1951 (1956 verlegt nach Eutin) sowie die sportlichen Erfolge des Eckernförder SV im Fußball (zwischenzeitlich erstklassig).

### 21. Jahrhundert
Seit der Jahrtausendwende ist Eckernförde von einer beschaulichen Hafenstadt zu einem touristischen Zentrum an der Ostseeküste geworden.

## Politik
Die Ratsversammlung von Eckernförde besteht in der Regel aus 27 ehrenamtlichen Mitgliedern, die alle fünf Jahre neu gewählt werden. Durch Überhangs- und Ausgleichsmandate kann es zu einer Erhöhung der Anzahl von Ratsmitgliedern kommen. So waren es in der Wahlperiode von 2008 bis 2013 insgesamt 34 Ratsherren und -frauen, von 2018 bis 2023 waren es deren sogar 41 und derzeit in der Wahlperiode 2023 bis 2028 sind es 36. Aus der Mitte der Ratsversammlung wählen die Mitglieder einen Vorsitzenden, den Bürgervorsteher. Dieser leitet die Sitzungen und vertritt die Ratsversammlung gegenüber dem Bürgermeister. Amtierender Bürgervorsteher ist Peter Stark (SPD).
Neben den seit der Kommunalwahl 2023 vertretenen Parteien gehörten seit Ende des Zweiten Weltkriegs der Eckernförder Ratsversammlung auch KPD, BHE, GDP, SHWG, Eckernförder Wählerverband, AVP (durch Übertritt eines FDP-Ratsherrn Mitte der 1970er Jahre), Statt Partei, Freie Wähler (durch Übertritt eines für die CDU in der Wahlperiode 2008–2013 gewählten Ratsmitglieds), das Bürger-Forum (2013–2018) und Die Linke (2008–2023) an.

### Übersicht über die letzten Kommunalwahlergebnisse
| Prozente und Sitze | SPD       | CDU       | Grüne    | SSW      | FDP     | AfD     | Linke   | Bürger-Forum | Gesamt   |
| ------------------ | --------- | --------- | -------- | -------- | ------- | ------- | ------- | ------------ | -------- |
| 2003               | 27,6 – 8  | 48,8 – 15 | 9,6 – 2  | 9,0 – 2  | 5,2 – 1 | –       | –       | –            | 28 Sitze |
| 2008               | 26,6 – 9  | 37,7 – 14 | 10,2 – 3 | 10,0 – 3 | 8,1 – 3 | –       | 7,5 – 2 | –            | 34 Sitze |
| 2013               | 28,2 – 7  | 31,0 – 8  | 9,8 – 3  | 7,5 – 2  | 3,8 – 1 | –       | 2,7 – 1 | 17,1 – 5     | 27 Sitze |
| 2018               | 21,7 – 9  | 34,0 – 14 | 19,4 – 8 | 10,2 – 4 | 7,6 – 3 | –       | 7,0 – 3 | –            | 41 Sitze |
| 2023               | 30,7 – 12 | 22,9 – 7  | 15,5 – 6 | 16,7 – 6 | 6,4 – 2 | 7,9 – 3 | –       | –            | 36 Sitze |

### Kommunalwahl 2023
- SPD: 12
- Grüne: 6
- SSW: 6
- FDP: 2
- CDU: 7
- AfD: 3

Zu den Kommunalwahlen in Schleswig-Holstein 2023 für die Ratsversammlung Eckernförde am 14. Mai 2023 trat Die Linke nicht mehr an, dafür erstmalig die AfD, die auf Anhieb 7,9 % der Stimmen erzielte. Das Eckernförder Stadtergebnis wich deutlich vom Landestrend ab; insbesondere verzeichnete die SPD, die im Lande insgesamt Verluste hinnehmen musste, deutliche Stimmenzugewinne und die CDU der Stadt verlor im Vergleich zum Landestrend überdurchschnittlich. Ebenfalls gegen den Landestrend verloren die Grünen Eckernfördes an Zustimmung. Neben dem Verzicht der Linken auf eine erneute Kandidatur und der Erstteilnahme der AfD könnte das Thema Krankenhauserhalt in vollem Umfange mitentscheidend für dieses Wahlergebnis sein: auf Kreisebene hatten CDU und FDP eine Stilllegung etlicher Abteilungen vorangetrieben, während vor allem die Kreis-SPD und die nicht für die Ratsversammlung kandidierende Wählergemeinschaft Kreis Rendsburg-Eckernförde (WGK) sich geschlossen für den vollen Erhalt starkgemacht hatten. Die Grünen im Kreistag hatten nicht geschlossen abgestimmt. Ein weiterer Grund für das gute Abschneiden der SPD könnte auch die kurz vorher stattgefundene Wahl der neuen Bürgermeisterin Iris Ploog gewesen sein. Neben der neu hinzugekommenen AfD und der SPD erzielte auch der SSW in Eckernförde erhebliche Stimmenzugewinne und landete erstmals seit etwa einem halben Jahrhundert wieder auf Platz 3 der Wählergunst Eckernförder Bürger.
Wie sehr auf der Ebene einer Kommune der Stimmenanteil der einzelnen Parteien voneinander abweichen kann, zeigt sich am Beispiel der 14 Eckernförder Wahlkreise: der Stimmenanteil der SPD lag in den einzelnen Wahlkreisen zwischen 22,6 und 37,1 %, der der CDU zwischen 17,2 und 29,9 %, der des SSW zwischen 12,3 und 20,9 %, der der Grünen zwischen 11,9 und 19,4 %, der der AfD zwischen 5,3 und 11,7 % und der der FDP zwischen 4,9 und 8,7 %.
Durch den Widerruf der Beitrittserklärung eines Ratsmitgliedes, verlor die AfD-Fraktion ihren Fraktionsstatus am 26. November 2023 – deren bisherige Ratsmitglieder Mehmet Trojan und Nastasja Rohde sind jetzt fraktionslos, da die vom Landtag beschlossene Neuregelung eine Fraktions-Mindeststärke von 3 Sitzen ab 31 Abgeordneten vorsieht. Diese Neuregelung wollen die FDP-Ratsleute Bernd Hadewig und Karl-Ludwig Loth juristisch prüfen lassen.

### Bürgermeisterwahl 2022
Die Direktwahl für das Bürgermeisteramt am 8. Mai 2022 ergab folgendes Ergebnis: Iris Ploog (SPD; empfohlen auch vom SSW): 3561 Stimmen, 31,8 %; Jenny Kannengießer (parteilos, nominiert von CDU, Grünen und FDP): 3369 Stimmen, 30,1 %; Christoph Schleusener (parteilos): 2311 Stimmen, 20,7 %; Klaus Sälzer (parteilos): 1948 Stimmen, 17,4 %. Bei der Stichwahl am 29. Mai setzte sich Iris Ploog mit 4323 Wählerstimmen (58,6 %) gegen Jenny Kannengießer (3060 Stimmen, 41,4 %) durch. Die Wahlbeteiligung bei der Stichwahl lag bei nur 39,5 %.

### Bürgermeister
- 1945–1952: Ewald Wendenburg, Verwaltungschef (1946–1950 mit dem Titel Stadtdirektor), zunächst parteilos, danach CDU
- 1952–1966: Werner Schmidt, GKG[A 5] – dann parteilos – dann FDP
- 1966–1969: Hans Wiedemann, parteilos
- 1969–1987: Kurt Schulz, SPD
- 1987–1998: Klaus Buß, SPD
- 1998–1999: Ingrid Ehlers, SPD (kommissarisch)
- 1999–2007: Susanne Jeske-Paasch, SPD
- 2007–2022: Jörg Sibbel, zunächst parteilos, später CDU
- 2022: Katharina Heldt, CDU (kommissarisch)
- seit 2023: Iris Ploog, SPD[28]

Die Liste der Stadtoberhäupter von Eckernförde enthält Bürgermeister und sonstige Stadtoberhäupter seit Mitte des 16. Jahrhunderts.

### Wappen
| Wappen von Eckernförde | Blasonierung: „In Gold über drei blauen Wellenleisten ein breiter, gemauerter blauer Zinnenturm mit geschlossenem Tor, auf dessen Zinnen ein rotes Eichhörnchen läuft.“ |
| Wappen von Eckernförde | |

### Städtepartnerschaften
- Macclesfield im Vereinigten Königreich (von 1953 bis 2010)[30]
- Hässleholm in Schweden (seit 1958)
- Tanga in Tansania (seit 1963)
- Nakskov in Dänemark (von 1969 bis 2007)[31]
- Brzeg (Brieg) in Polen (seit 1989)
- Bützow in Deutschland (seit 1990)

## Kultur und Sehenswürdigkeiten

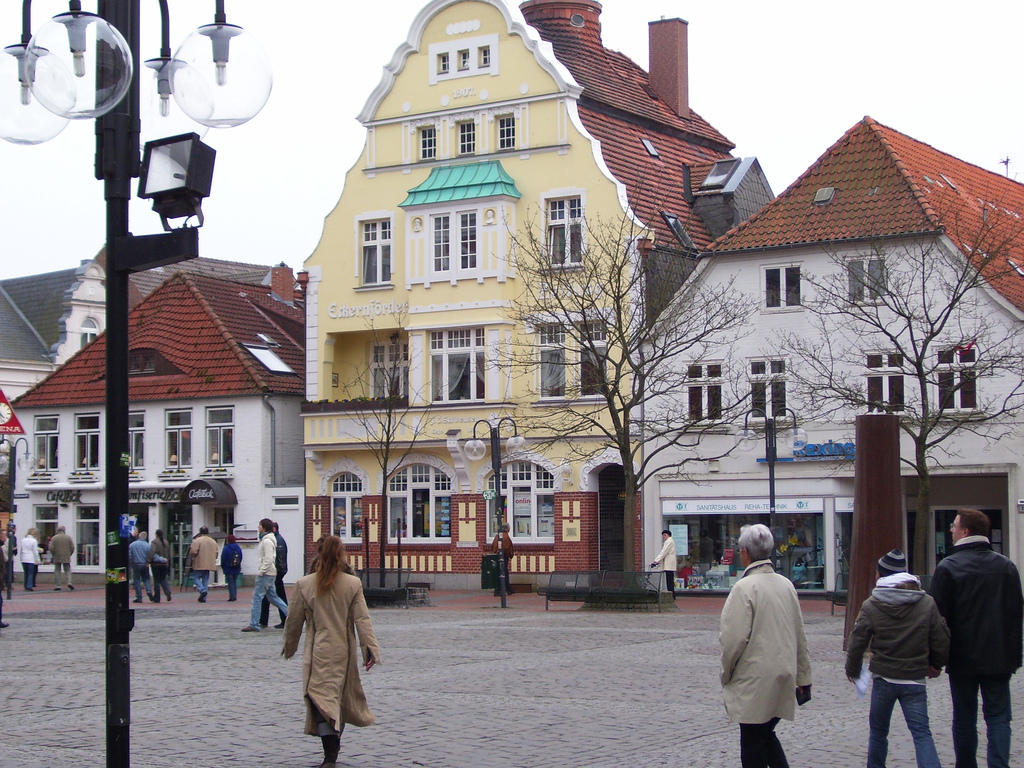
Rathausmarkt

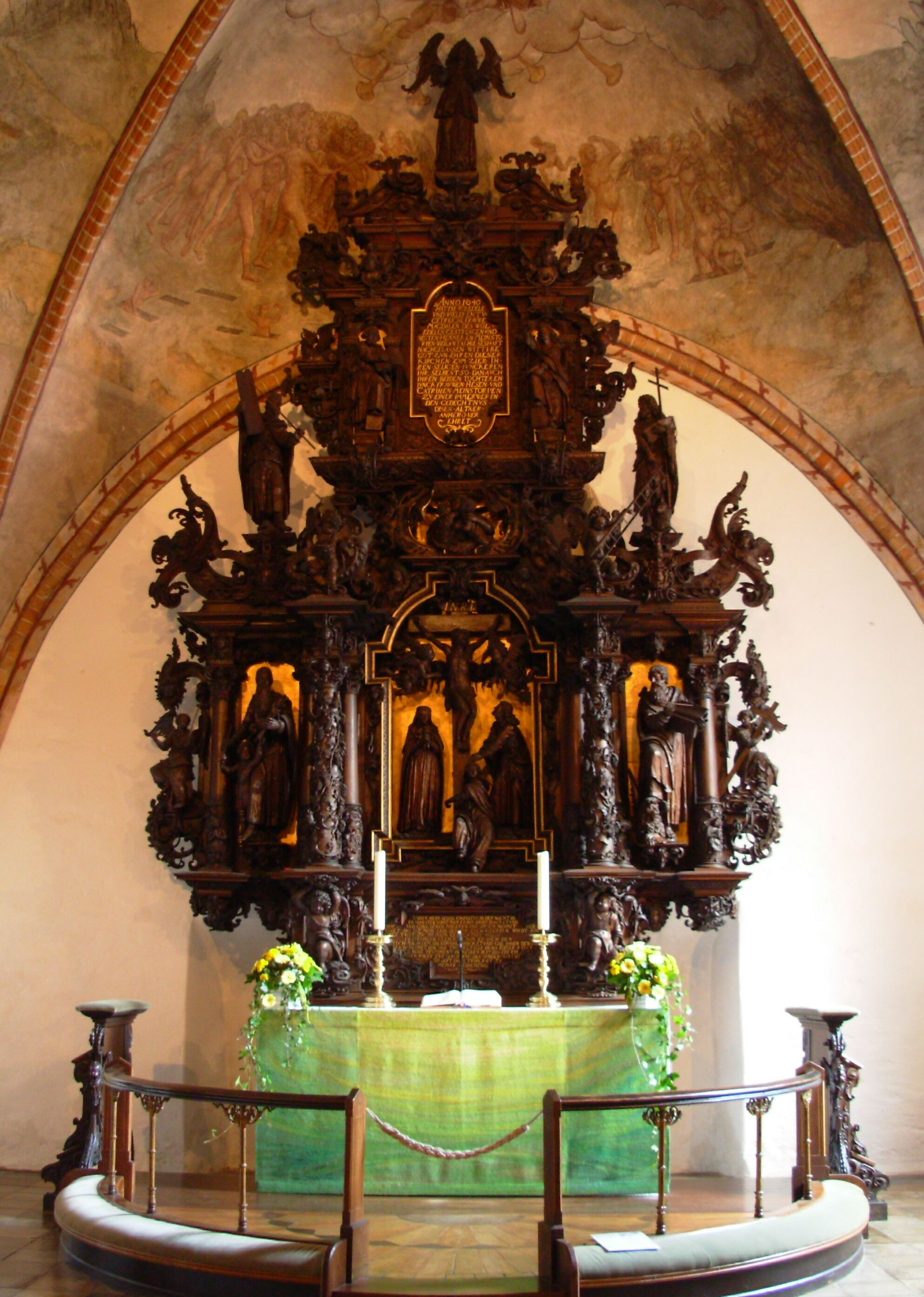
Gudewerth-Altar in St. Nicolai

Eckernförde verfügt über eine ganze Reihe von in das Denkmalbuch eingetragenen Kulturdenkmalen von besonderer Bedeutung. Das sind diverse Gebäude, dazu einige Monumente und Parkanlagen, wie zum Beispiel die Parkanlage am Borbyer Ufer oder der Kurpark. Das älteste als Denkmal eingetragene Bauwerk ist die Borbyer Kirche, das jüngste das neue Fachhochschulgebäude am Lorenz-von-Stein-Ring.

### Altstadt
Die Altstadt mit ihren engen Gassen und restaurierten Fischerhäuschen liegt zwischen Hafen und Strand. Der Rathausmarkt als kultureller Mittelpunkt der Stadt ist in seiner Bausubstanz nach dem Zweiten Weltkrieg weitgehend erhalten geblieben und bietet eine historische Kulisse für Wochenmarkt und sonstige Veranstaltungen. Die Kieler Straße wurde zur Fußgängerzone.
Sehenswürdigkeiten in der Altstadt:
- Sankt-Nicolai-Kirche, mit frühbarockem Altar des Eckernförder Bildschnitzers Hans Gudewerth des Jüngeren und zahlreichen Epitaphien aus Renaissance und Barock
- Altes Rathaus (Eckernförde) aus dem 15. Jh., heute Museum Eckernförde (s. u.) mit Einblick in die Stadtgeschichte
- zahlreiche Wohnhäuser, darunter
  - die so genannte Ritterburg, Geschäfts- und Wohnhaus mit Renaissancegiebel aus dem 15. oder 16. Jahrhundert
- (am Rand) das Rundsilo von 1931
- Kontorhaus
- Alte Post
- Schuch-Speicher

### Kirchen außerhalb der Altstadt

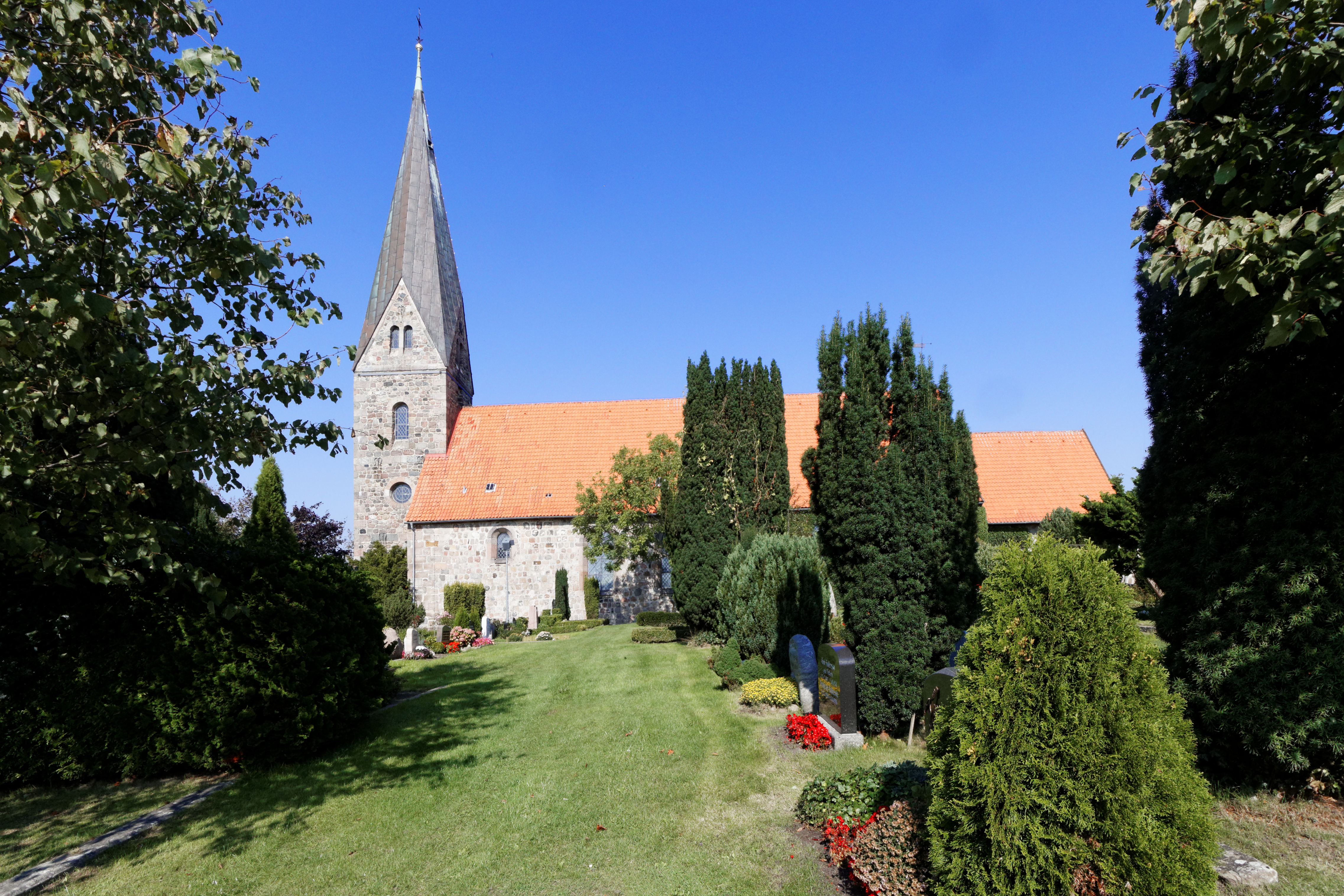
Borbyer Kirche

- Borbyer Kirche, evangelisch, Feldsteinbau aus dem 12. Jh., erweitert im 13. Jh.
- Dänische Kirche Eckernförde, Dänische Kirche in Südschleswig
- Römisch-katholische Sankt-Peter-und-Paul-Kirche
- Neuapostolische Kirche
- Evangelische Freikirche

### Umland
- Gutshöfe, die sich weitgehend in altem Familienbesitz befinden
- Windebyer Noor
- Brücke über das Meer

### Museen
- Museum Eckernförde (früheres Heimatmuseum) im Alten Rathaus zeigt die Geschichte der Stadt und bietet als Besonderheit eine Modelleisenbahnanlage, die den Bahnhof Eckernförde im Jahr 1951 nachbildet, sowie eine Sammlung historischer Elektrogeräte.
- Ostsee Info-Center am Strand, veranschaulicht Flora und Fauna der Ostsee und verfügt über zahlreiche Meerwasseraquarien
- Alte Fischräucherei Eckernförde

### Kulinarische Spezialitäten

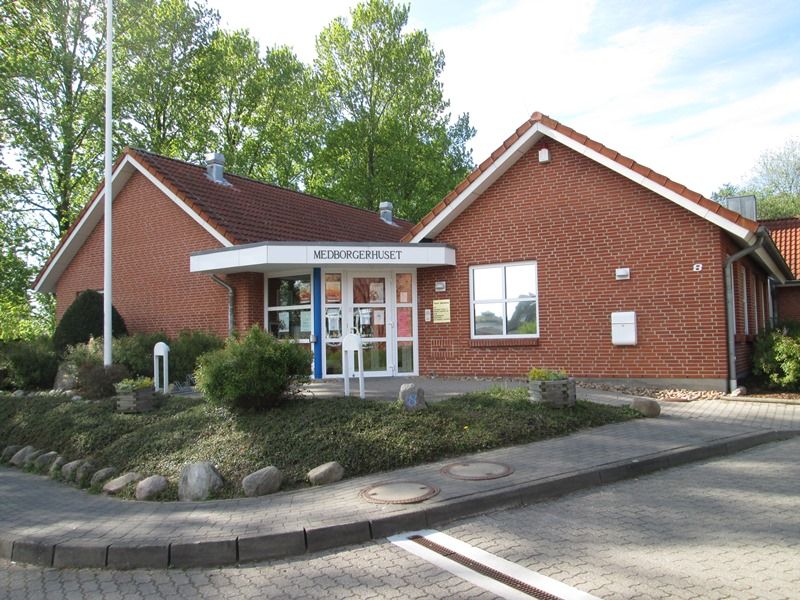
Medborgerhuset

- Kakabelle-Bier: das seit wenigen Jahren wieder in geringen Mengen zu bestimmten Anlässen (jetzt von der „Ricklinger Landbrauerei“) gebraute Bier war im späten Mittelalter (bis 1503 unter dem Namen „Quackeltheiß“) und in der frühen Neuzeit ein Eckernförder Exportschlager und wurde auch von dänischen Königen gerne getrunken. Das vom dänischen König Christian IV. 1622 erlassene Importverbot für ausländische Biere (gemeint: das Königreich, nicht der Staat Dänemark) soll vor allem dem Schutz des Kakabelle-Biers gegolten haben. Wie das Bier zu seinem Namen kam, berichtet Heinrich Rantzau: Eckernförde sei bekannt auch durch sein bekömmliches Bier. Man nennt es, dem Kardinal Raimund (erg. Peraudi) folgend, Cacabille, weil es nach seinen Worten – mit Verlaub – das Kacken angenehm macht. Er hatte es auf Italienisch Cacabelle genannt; daraus machten die Einwohner dann Cacabille.[32]
- Kieler Sprotte: Eine in Eckernförde gern erzählte Geschichte dazu ist, dass die Sprotten in Eckernförde hergestellt wurden und die Kisten auf dem Transportweg im nächstgelegenen Kieler Hauptbahnhof einen großen Versandstempel erhielten, der dann den Eindruck der Herstellung in Kiel erweckte. Tatsächlich ist es jedoch so, dass die Kieler Sprotten nachweislich seit 1786 so benannt werden, jedoch der Hauptbahnhof erst 1844 eröffnet wurde. Die letzte Fischräucherei in Eckernförde schloss am 19. Mai 2022.
- Küstennebel und Kleiner Feigling sind Spirituosen, die vom Eckernförder Unternehmen Behn hergestellt werden: Der Küstennebel ist ein seit 1985 verkaufter Anisschnaps mit einer leicht milchigen, an Nebel erinnernden Erscheinung. Kleiner Feigling ist ein seit 1992 angebotener Wodka mit Feigenaroma, der in kleinen Fläschchen abgefüllt ist.

### Regelmäßige Veranstaltungen
- Ostern: Osterfeuer und Drachenfest am Südstrand
- Pfingsten: Sprottentage
- erstes Juni-Wochenende: Motoküstika
- Mitte Juni: Aalregatta im Zusammenhang mit der Kieler Woche
- Juli und August: Veranstaltungsreihe Musik auf dem Rathausmarkt
- erstes August-Wochenende: Piratenspektakel (1997–2006 unter dem Namen „Piratentage“)
- Juli oder August: Eckernförder Strand-Festival seit 2007 jährlich mit namhaften Bands und Interpreten wie z. B. Joe Cocker, Rod Stewart, Ich + Ich, Culcha Candela oder Die Fantastischen Vier am Südstrand (2011 kein Strand Festival)
- Anfang September: Internationales Naturfilmfestival GREEN SCREEN
- Ende November bis Weihnachten: Weihnachtsmarkt rund um die St.-Nicolai-Kirche
- Wilhelm-Lehmann-Tage, jährlich zu Ehren des Dichters und Ehrenbürgers, veranstaltet von der Wilhelm-Lehmann-Gesellschaft und dem Kulturamt der Stadt Eckernförde, dabei seit 2009 Vergabe des Wilhelm-Lehmann-Preises
- Altstadtfest: etwa alle drei Jahre vom Eckernförder Altstadtverein ausgerichtetes Straßenfest. Hier werden in der historischen Altstadt (Gudewerdtstraße, Kattsund, Fischerstraße) private Hinterhöfe der Öffentlichkeit zugänglich gemacht und den Besuchern das historische Leben in Eckernförde präsentiert.

## Sprachen
Eckernförde ist eine mehrsprachige Stadt: Neben der Amtssprache Hochdeutsch werden umgangssprachlich Dänisch (vor allem in Sydslesvigdansk, einer Variante des Reichsdänischen) und Plattdeutsch (überwiegend im Schwansener Platt, einem Kleindialekt des Schleswigsch) gesprochen. Inzwischen sind auch diese Sprachen durch § 82 b LVwG SH optionale Amtssprachen neben dem Hochdeutschen.
Eckernförder Amtssprache war bis etwa 1350 Latein, danach Plattdeutsch, seit 1625 Hochdeutsch; staatliche Amtssprache war über Jahrhunderte hinweg auch Dänisch. Historisch reichte der Sprachraum des Südjütischen im Mittelalter bis an die Linie Eckernförde-Treene-Husum.
Während seit 1912 in Eckernförde sich vor allem die Johann-Hinrich-Fehrs-Gill um die Pflege und Erhaltung der niederdeutschen Sprache sowie des Brauchtums zur Aufgabe gemacht hat (u. a. mit Theater- und Trachtengruppen), verfügt die dänische Minderheit über eine ganze Reihe von Einrichtungen zur Sprach- und Brauchtumspflege wie beispielsweise eine Schule (Jes-Kruse-Skolen), zwei Kindergärten, ein Versammlungshaus (Medborgerhuset) und eine Kirche (Den danske kirke i Egernførde).
Die traditionelle Mehrsprachigkeit führte dazu, dass Ortsbezeichnungen innerhalb der Stadt von Stadt- und Ortsteilbezeichnungen (z. B. Borby dänischer Herkunft) bis hin zu den offiziellen Straßenbezeichnungen unterschiedlicher sprachlicher Herkunft sind; zum Teil handelt es sich um Mischformen (die Straße Klintbarg z. B. aus dän.: Klint = Steilküste und plattdt.: Barg = Berg). Neben den offiziellen Straßenbezeichnungen liegen teilweise inoffizielle Synonymbezeichnungen in den Minderheitensprachen vor (z. B. plattdt.: Peermarkt für Pferdemarkt, dän.: Langebroegade für Langebrückstraße).
Die Ortseingangstafeln in Eckernförde wurden Anfang 2008 durch zweisprachige Ortsschilder mit der niederdeutschen Ortsnamensform Eckernföör ausgetauscht.

## Pillauer Denkmal des Großen Kurfürsten

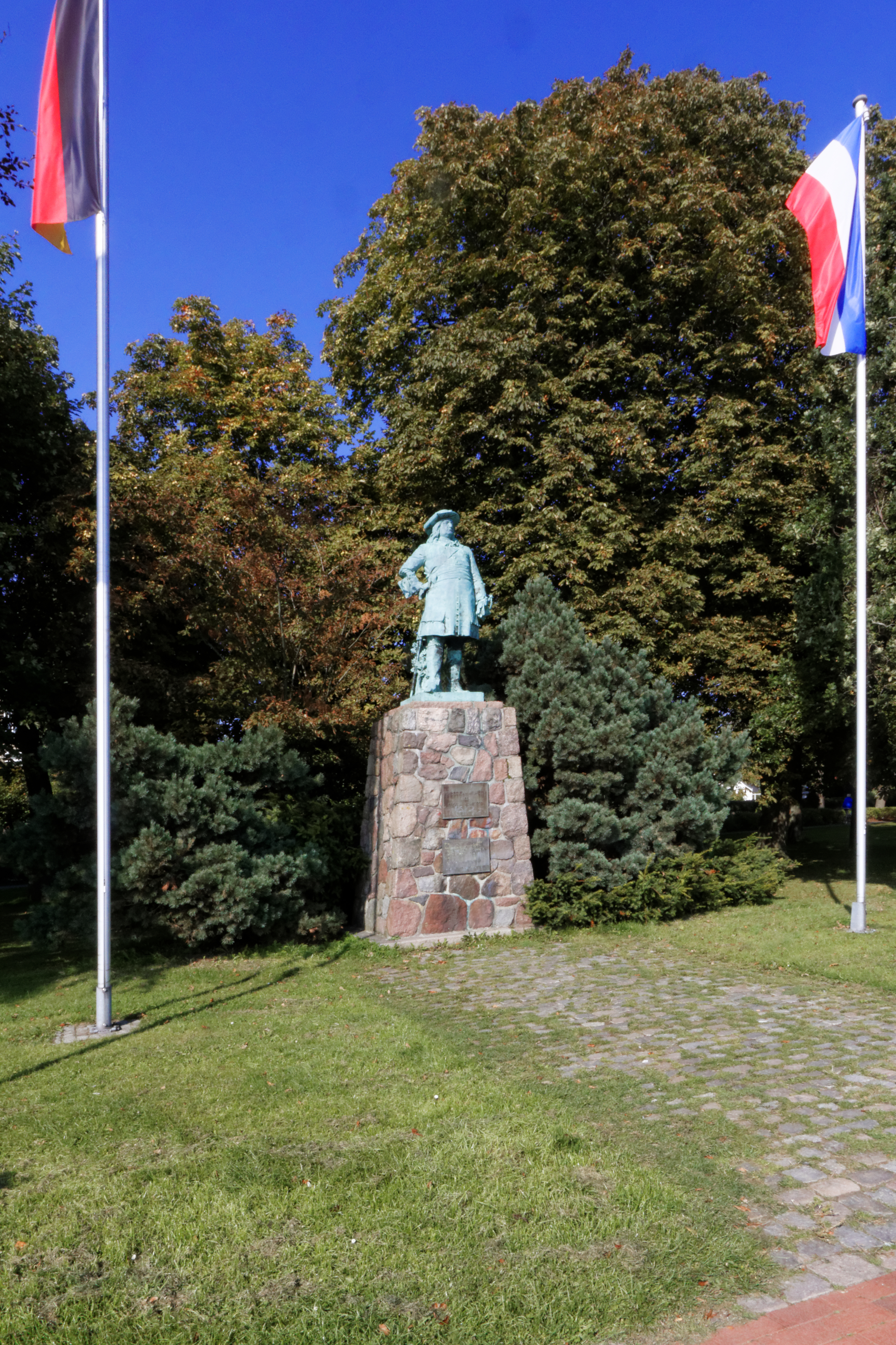
Der Große Kurfürst aus Pillau am Vogelsang

Das Denkmal für Friedrich Wilhelm (Brandenburg) wurde von dem Berliner Bildhauer Fritz Schaper entworfen und 1913 in Pillau eingeweiht. Im Zweiten Weltkrieg sollte es eingeschmolzen werden. Schon nach Hamburg verbracht, wurde es 1955 in Eckernförde aufgestellt. Dorthin waren in der Nachkriegszeit in Deutschland viele Flüchtlinge und Vertriebene gekommen und Eckernförde hatte die Patenschaft für Pillau übernommen. Nach einem Beschluss der Stadtverwaltung soll das Denkmal in Eckernförde bleiben, „bis es an seinen alten Platz in Frieden und Freiheit zurückkehren kann“. Friedrich Wilhelm hat in der Gegend keinen guten Ruf: denn nach 1648 lag er mit einem polnischen Regiment in Schloss Gottorf. Er hatte das Regiment nicht in der Hand; es raubte und zerschlug in Schwansen alles, was vom Dreißigjährigen Krieg noch übrig war.
Die untere Tafel trägt die Inschrift:

## Sport
In Eckernförde gibt es rund 50 Sportvereine. Der größte von ihnen ist mit über 2300 Mitgliedern und 16 Sparten der Eckernförder Männer-Turnverein von 1864 (EMTV). Die anderen Sportvereine sind Ein- oder Zwei-Sparten-Vereine. Die Palette der angebotenen Sportarten reicht von populären wie Fußball, Handball oder Tennis bis hin zu in mehreren Vereinen angebotenen unterschiedlichen asiatischen Kampfsportarten. Fast schon selbstverständlich ist es, dass sich in einer Stadt an der Küste etliche Sportvereine diversen Wassersportarten wie Angeln, Schwimmen, Rudern, Segeln, Tauchen oder Surfen widmen. Dänische Sportvereine sind Eckernförde IF und der Egernførde Badmintonklub.
Überregional beachtete Erfolge können vor allem der Verein der Yachtmannschaften in Eckernförde von 1906 sowie der Segelclub Eckernförde (SCE) aufweisen – insbesondere sind die Namen Horst Dittrich und Holger Jess zu nennen. Die Crew von Horst Dittrich konnte in der Folkeboot-Klasse mehrfach (1982, 1998, 1999, 2000 – zuletzt in der Besetzung Horst Dittrich, Knut Nommels, Heinz Schacht) den Deutschen Meistertitel und internationale Erfolge erringen, zum Beispiel 1984 die inoffizielle Weltmeisterschaft dieser Bootsklasse, dem Goldpokal, mit dem Boot Mareike (Horst Dittrich, Hartwig Sulkiewicz, Peter Lehr); zweimal (1986, 2000) wurde dieser Wettbewerb in Eckernförde ausgetragen. Der inzwischen für den Potsdamer Yachtclub startende Holger Jess wurde – seit 1999 zusammen mit Wolfgang Hunger – mehrfach in der 505er-Bootsklasse Deutscher Meister (1995, 1996, 1997, 1998, 1999, 2001, 2002, 2003) und darüber hinaus Europameister (2004) und Weltmeister (2001, 2003, 2005). Weitere Meisterschaften im Segeln: Wolfgang Titze 1976 Skandinavische Meisterschaft der ¼-Tonner, Heinrich Dittrich 1978 Deutsche Meisterschaft der Folkeboot-Klasse, Christian Blenckner 1983 Deutsche Meisterschaft der Folkeboot-Klasse; Andreas Föh wurde 1993 als Crewmitglied der Rubin XII Gewinner des Admiral’s Cups für das deutsche Team, das sich aus den Booten Pinta, Rubin XII und Behälter zusammensetzte.
Der Tanzclub Eckernförde e. V. (TCE) mit knapp 200 ständigen Mitgliedern kann auf die Ausrichtung Deutscher Meisterschaften und Meistertitel aus seinen Reihen verweisen.
Zu den Klassikern jährlich stattfindender Eckernförder Sportveranstaltungen gehören die „Aalregatta“ (vom SCE ausgetragen; von 1906 bis 2005 und ab 2017 wieder als Teil der „Kieler Woche“) und gehörte das Radrennen „Rund um das alte Seminar“ (ausgetragen von der Radsportgemeinschaft Eckernförde von 1887 e. V., 1950–2009), jüngeren Datums sind der „Eckernförder Stadtlauf“ (Ausrichter: EMTV) und das Beachbasketball-Turnier am ersten Wochenende im August. Daneben findet in der Nachbargemeinde Altenhof jährlich das CSI-Reitturnier statt. Das einzige rein Eckernförder Fußball-Erstliga-Stadtderby fand am 10. September 1944 in der Gauliga zwischen den beiden Aufsteigern Eckernförder SV und der Betriebssportgemeinschaft TVA Eckernförde statt und endete mit einem 4:2-Sieg des ESV.
Neben den zivilen Sportvereinen und Sportarten gibt es in Eckernförde mit der „Sportfördergruppe Eckernförde“ der Deutschen Marine und der von ihr ausgeübten Sportart „Maritimer Fünfkampf“ noch eine militärische Variante. Die „Sportfördergruppe Eckernförde“ wurde seit 1983 mehrmals Welt- und Europameister sowohl in der Mannschafts- wie auch in der Einzelwertung in dieser rein militärischen Disziplin; 1983 und 1996 wurde die CISM-Weltmeisterschaft, 2004 die CISM-Europameisterschaft in Eckernförde ausgetragen.

## Wirtschaft und Infrastruktur

### Allgemeine Wirtschaftsstruktur und Arbeitsmarkt

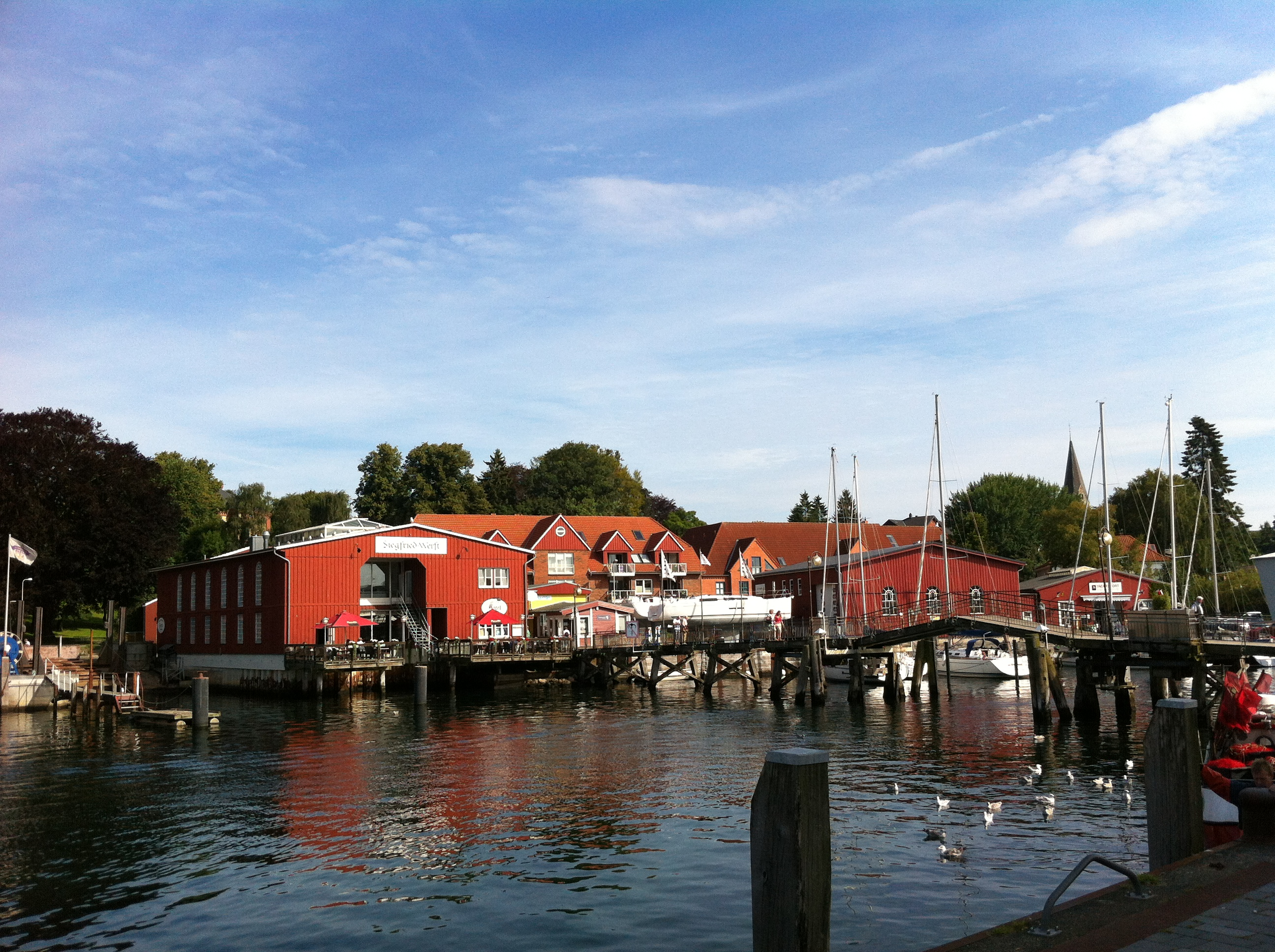
Siegfriedwerft am Binnenhafen

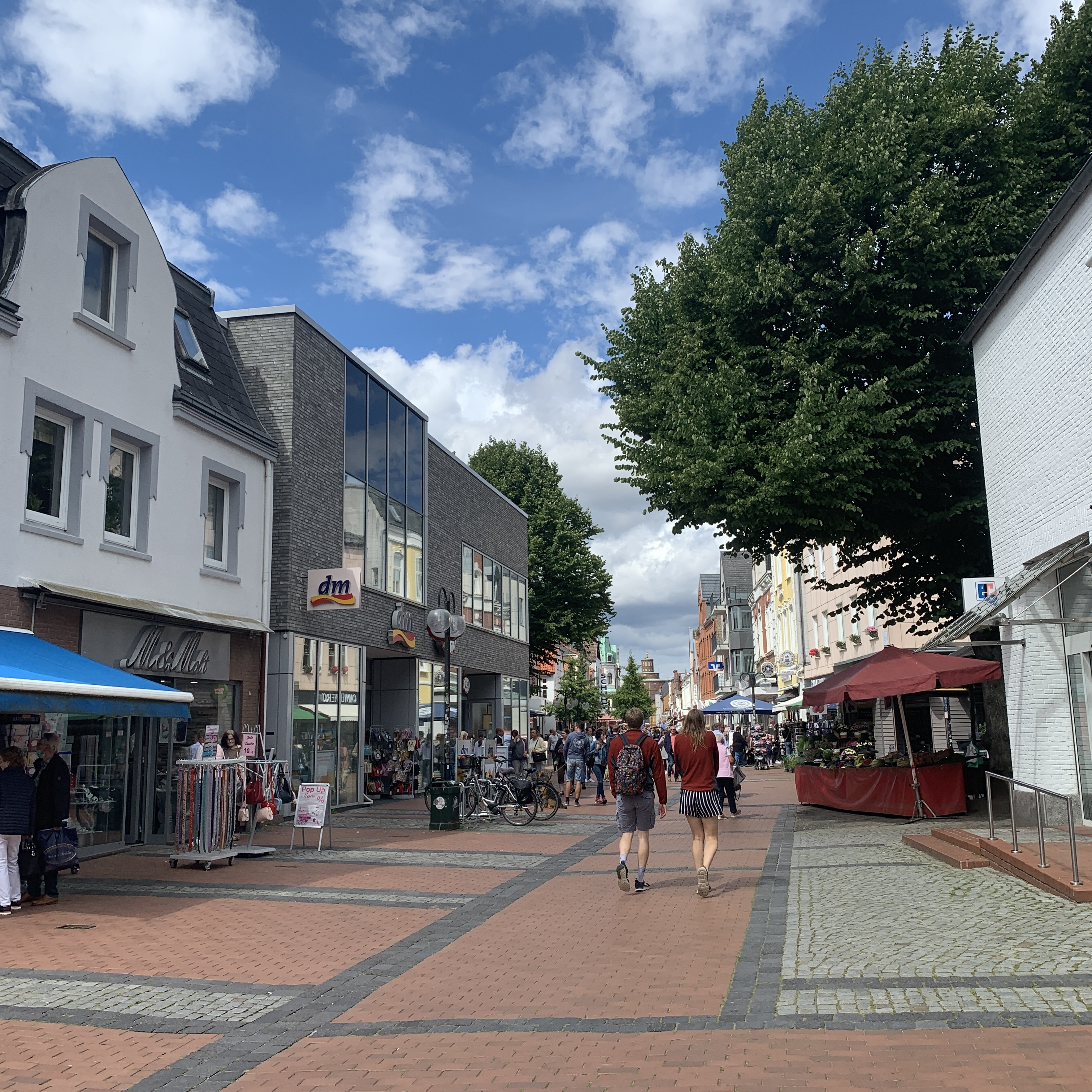
Fußgängerzone Kieler Straße

In Eckernförde sind nur wenige größere Industriebetriebe beheimatet. Dazu zählen der Ventilatorräder- und Lufttechnikhersteller Punker (etwa 270 Beschäftigte) und der Getränkehersteller Waldemar Behn GmbH & Co. KG (etwa 240 Beschäftigte). Trotz des Truppenabbaus in Eckernförde (eine Kaserne wurde vollkommen stillgelegt) ist die Bundeswehr weiterhin mit rund 2200 Arbeitsplätzen in den verbliebenen zwei Kasernen und der Wehrtechnischen Dienststelle (WTD 71, vormals TVA) der größte Arbeitgeber Eckernfördes. Die Arbeitslosenquote im Bereich Rendsburg-Eckernförde lag im August 2015 mit 5,2 % unter dem Landesdurchschnitt (6,5 %).

### Handel und Banken
Die Kaufkraftzahl (auch: Kaufkraftkennziffer oder Kaufkraftindex) liegt im gesamten Kreis Rendsburg-Eckernförde (2005: 103,6) und auch in der Stadt Eckernförde selbst kontinuierlich oberhalb des bundesrepublikanischen Durchschnittswertes von 100. Das Handels-Einzugsgebiet der Stadt ist sowohl für die periodische kurzfristige Bedarfsdeckung (Nahrungs- und Genussmittel u. a.) als auch für die aperiodisch gehobene Bedarfsdeckung (Non-Food) durch die Einzugsbereiche der Städte Kappeln, Schleswig, Rendsburg samt Büdelsdorf und vor allem dem Oberzentrum Kiel, bei der periodischen Bedarfsdeckung auch vom Einzugsgebiet Gettorfs auf halber Strecke zwischen Kiel und Eckernförde, begrenzt und umfasst ein Gebiet mit knapp 45.000 Einwohnern, von denen mehr als 50 Prozent direkt in Eckernförde leben. Die Touristen in den Sommermonaten beleben den Handel zusätzlich. Neben dem traditionellen Einkaufszentrum Innenstadt hat sich in den vergangenen zwanzig Jahren immer mehr der Süden der Stadt (zwischen Domstag, Rendsburger Straße und Sauerstraße) zu einem zweiten Einkaufszentrum (mit SB-Warenhäusern, Discountern, Baumarkt, Einzelhandelsgeschäften etc.) entwickelt.
Größtes Kreditinstitut vor Ort und in der Region ist die am 1. Januar 2007 aus der Fusion der Sparkasse Eckernförde mit der Sparkasse Kiel und der Sparkasse Kreis Plön hervorgegangene Förde Sparkasse, gefolgt von der Eckernförder Bank (vormals: Volksbank Eckernförde). Es besteht noch ein Zweigstelle der Deutschen Bank. Die Hypovereinsbank betreibt nur noch eine Beratungsstelle mit vorheriger Terminvereinbarung, die Postbank wurde 2024 geschlossen.
In Eckernförde sind die üblichen Ketten wie die großen Automobilhersteller mit ihren Autohäusern oder die überall anzutreffenden Discount-, Super- oder Drogeriemärkte präsent. Bemerkenswert ist, dass es in der Stadt keine einzige Metzgerei mehr gibt – Fleisch- und Wurstwaren können nur in den Supermärkten erworben werden.

### Touristische Infrastruktur

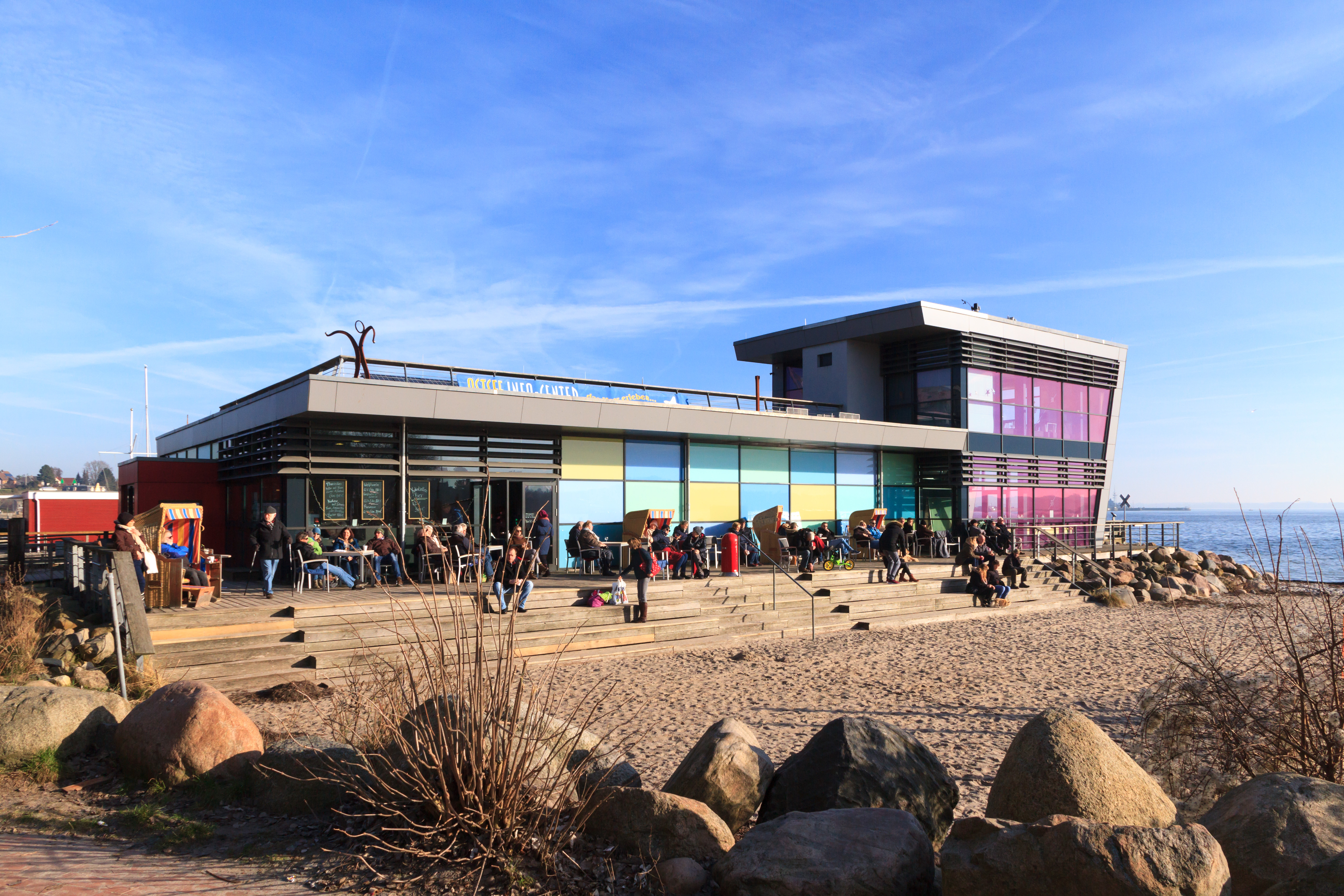
Ostsee Info-Center

Die touristischen Attraktionen, neben der Ostsee und dem vier Kilometer langen Sandstrand, sind folgende:
- Ostsee Info-Center: Informationen über Meerestiere an der Ostsee, am Strand gelegen
- Stadtmuseum: städtische Historie und Wechselausstellungen, Im alten Rathaus
- Meerwasser-Wellenbad[39]
- Erlebnishafen: Fisch vom Kutter, Ausflugsfahrten
- Bonbonkocherei: Livevorführungen, Bonbons, Frau Clara Straße
- Hochseilgarten Eckernförde: Klettern auf zehn Strecken, bis zu 25 m hoch – Altenhof

### Tourist-Informationen
Die Hauptinformation ist an der Strandpromenade gelegen (Am Exer 1). Seit Oktober 2011 gibt es zudem den Tourist-Info-Punkt in der Innenstadt (Kieler Straße 59).

#### Übernachtungskapazität

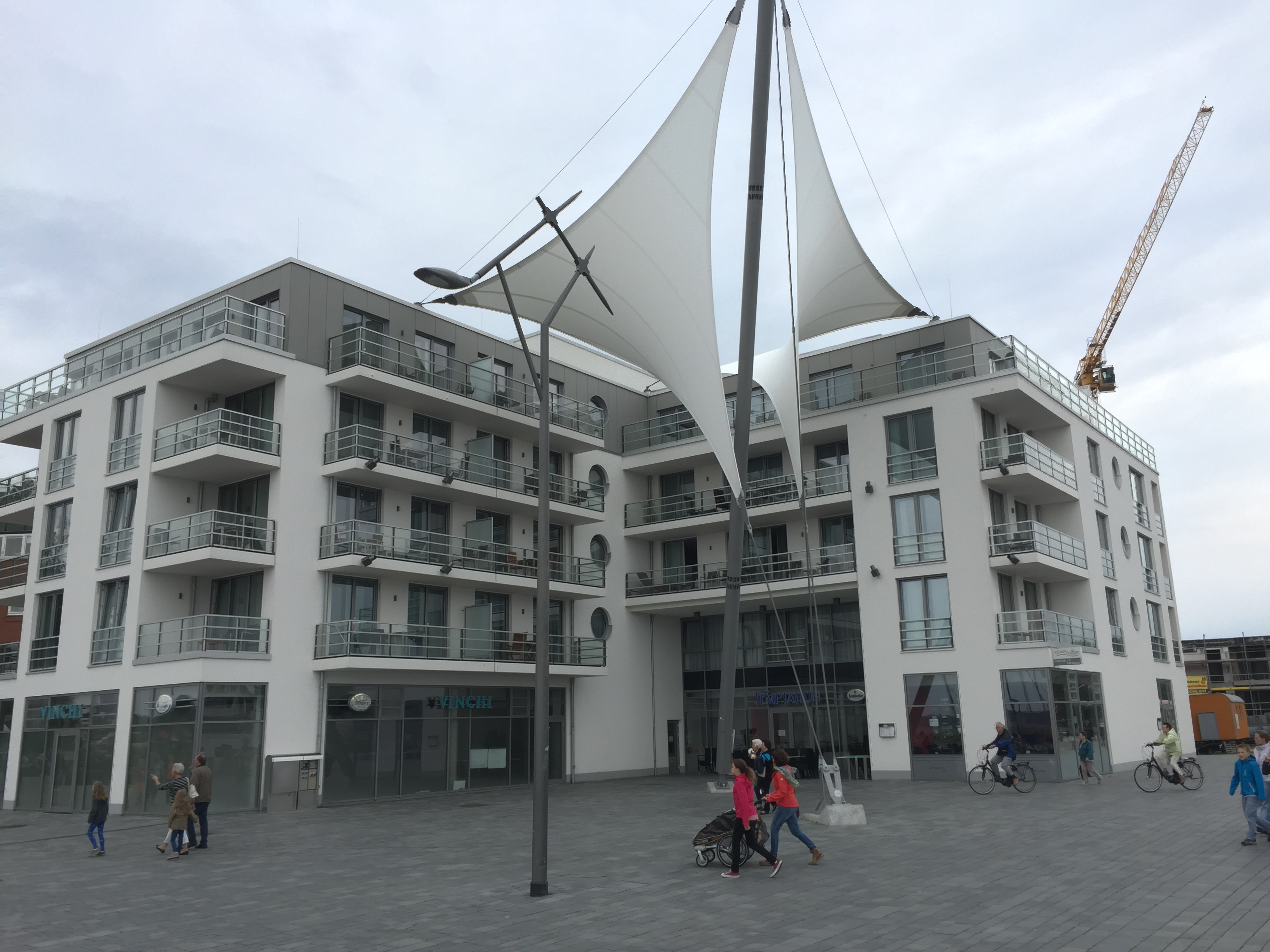
Appartementhaus Hafenspitze

Die Übernachtungskapazität beträgt insgesamt rund 1700 Betten, davon rund 400 in Hotels und Pensionen, rund 1100 in Privatquartieren einschließlich Ferienwohnungen und -häusern sowie 172 in der Jugendherberge und 73 im Gästehaus der DLRG LV Schleswig-Holstein.
Im Jahr 2011 wurden etwa 40.000 Gästeankünfte verzeichnet. Diese Gäste übernachten im Durchschnitt etwa 3½ Tage, so dass sich hieraus etwa 140.000 Übernachtungen ergeben haben. Der Trend der letzten drei Jahre zeigt, dass die Urlaubsdestination Eckernförde Bucht an Nachfrage zulegen konnte. Die Region wird immer beliebter. Dementsprechend konnten sich die touristischen Kennzahlen deutlich verbessern. Die aktuellen Zahlen veröffentlicht die Eckernförde Touristik & Marketing GmbH.
Die Zahl der Ankünfte und Übernachtungen wird über das örtliche Meldescheinsystem OstseeCard bzw. Kurabgabe in Eckernförde erfasst.

#### Bademöglichkeiten

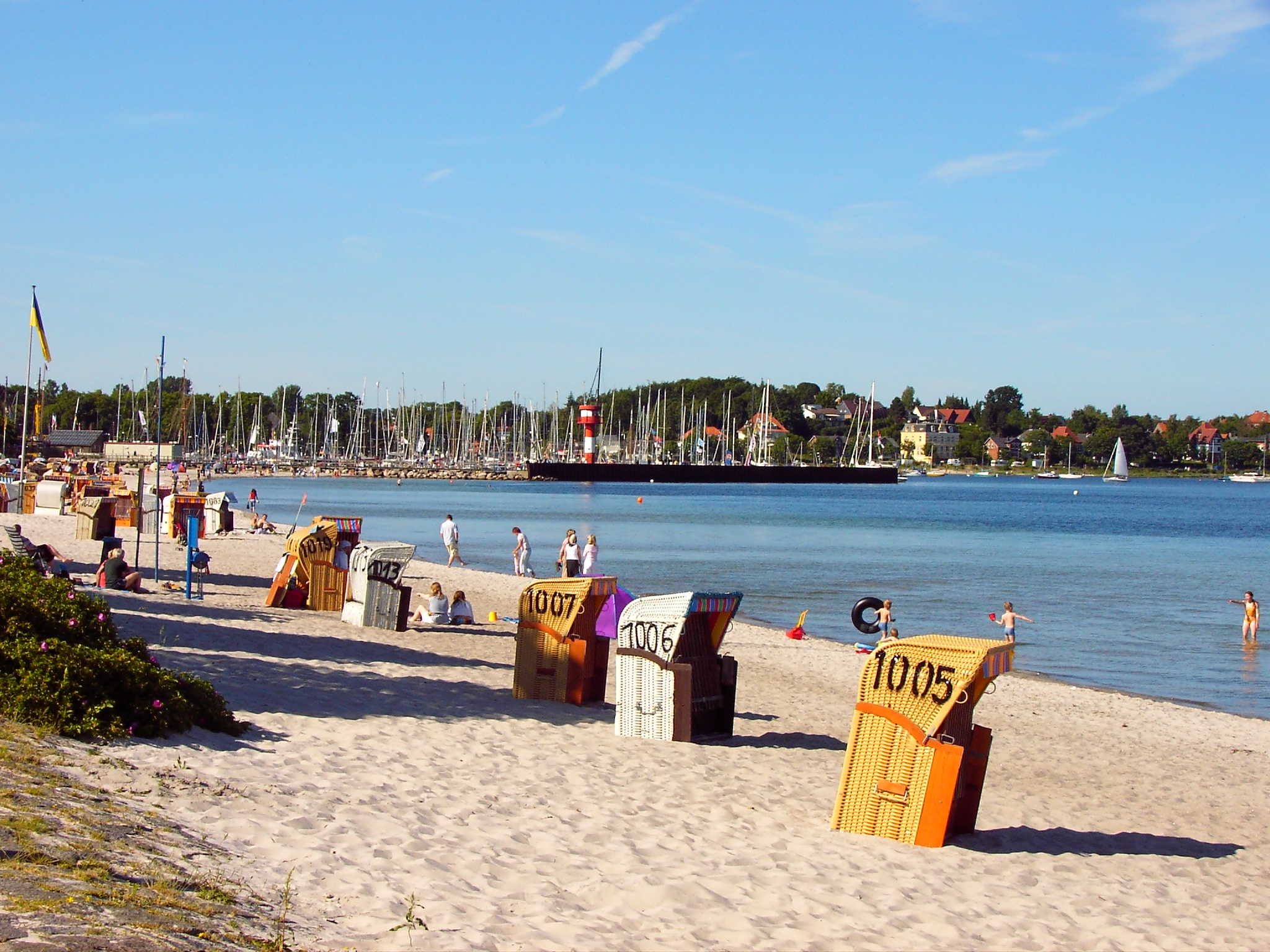
Strandabschnitt An de Dang nahe dem Hafen im Sommer

Der insgesamt rund vier Kilometer lange Ostseestrand aus feinem Quarzsand unterteilt sich in den rund drei Kilometer langen Hauptstrand und den etwa einen Kilometer langen Südstrand in Sandkrug im Süden der Stadt. Diese sind ganzjährig kurtaxfrei. Ein 160 Meter langer Teil des Hauptstrandes ist als Hundestrand ausgewiesen, ein Teil des Südstrandes als FKK-Areal. Eckernförde verfügt zudem über einen etwa 500 m langen, schmalen Ostseestrandabschnitt in Borby, eine Badestelle am Großen Schnaaper See sowie ein Meerwasser-Wellenbad.

### Haushalt
Das Verwaltungshaushaltsvolumen der Stadt beträgt 2007 rund 33 Millionen Euro, was gegenüber dem Vorjahr einer Steigerung von etwa 1½ Millionen Euro und 4,73 % entspricht. Der Vermögenshaushalt beträgt rund 9½ Millionen Euro – gegenüber 2006 eine Steigerung von über 1 Million Euro und einem Plus von 13,36 %. Die Verschuldung der Stadt beträgt knapp 6½ Millionen Euro. Mit einer Pro-Kopf-Verschuldung von 275,90 Euro liegt Eckernförde weit unter dem Durchschnittswert der Mittelstädte Schleswig-Holsteins (631 Euro), obwohl die Steuerkraft mit 471 Euro/Einwohner gleich um gut 34 Prozent unter dem Durchschnitt der Mittelstädte des Landes (714,29 Euro) liegt. Die jährliche Zunahme der Pro-Kopf-Verschuldung lag im Durchschnitt der vergangenen 25 Jahre bei etwas weniger als zwei DM oder bei unter einem Euro.
Die Stadtwerke Eckernförde GmbH und die Eckernförde Touristik GmbH sind Eigengesellschaften der Stadt mit einem Stammkapital von insgesamt etwa 4,6 Millionen Euro.

### Verkehr

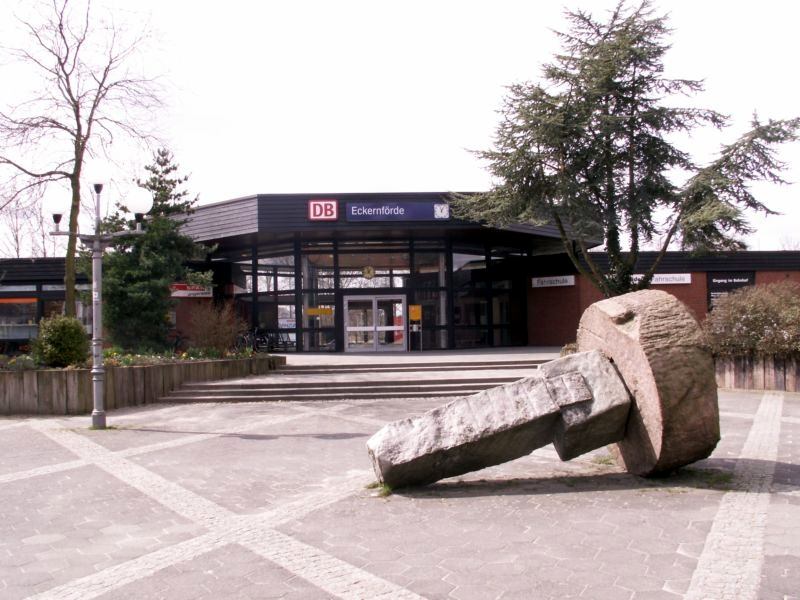
Neuer Bahnhof

#### Schienenverkehr
Bereits sehr früh in der deutschen Eisenbahngeschichte wurde um 1844 Eckernförde als eine geplante Bahnstation erwähnt. Der Ort sollte Endpunkt der Rendsburg–Eckernförder Eisenbahn sowie Ausgangspunkt einer Strecke von Eckernförde über Missunde nach Schleswig sein.
Der Bahnhof Eckernförde liegt an der Bahnstrecke Kiel–Flensburg, die seit 1881 – zunächst als Privatbahn der Kiel-Eckernförde-Flensburger Eisenbahn-Gesellschaft – betrieben wird. Das Bahnhofsgebäude wurde 1973/1974 neu erbaut.
Nach Kiel besteht teilweise eine halbstündliche, nach Flensburg eine stündliche Verbindung im Regionalverkehr.
Im Rahmen des Projektes StadtRegionalBahn Kiel sollte eine der Linien bis Eckernförde geführt und zweimal stündlich bedient werden – diese geplante Linie sollte zwischen Kiel-Suchsdorf und dem Kieler Hauptbahnhof auf einer anderen Trasse über die Universität führen. Nach diesen Planungen sollte die Strecke elektrifiziert, in Eckernförde eine zweite Station im Süden der Stadt errichtet werden und der Bahnhof Eckernförde die Bezeichnung „Eckernförde Hauptbahnhof“ führen. Nach einer ablehnenden Entscheidung des Kreistages Rendsburg-Eckernförde im Dezember 2014 wurden die Planungen in Richtung Eckernförde nicht weiter verfolgt.
Stattdessen werden nach dem beschlossenen Landesweiten Nahverkehrsplan 2022 bis 2027 2026/27 vier zusätzliche Bahnstationen in Eckernförde eröffnet (Eckernförde Süd (in Sandkrug), Eckernförde Strand, Eckernförde Pferdemarkt und Eckernförde Nord (beim Krankenhaus)) und später (bis nach 2030) ein S-Bahn-Verkehr aus und in Richtung Kiel auf der bestehenden Trasse eingeführt.
Die beiden Strecken der Eckernförder Kreisbahnen nach Kappeln und Owschlag an der Bahnstrecke Neumünster–Flensburg wurden 1954 (Owschlag) und 1958 (Kappeln) eingestellt.

#### Straßenverkehr
Sowohl die Bundesstraße 76 als auch die Bundesstraße 203 führen, teilweise auf gemeinsamer Trasse, durch den Ort. Von der Bundesautobahn 7 gibt es zwei Abfahrten nach Eckernförde bei Rendsburg/Büdelsdorf und Owschlag.
Mehrere Buslinien des Stadtverkehr Eckernförde durchqueren nahezu das gesamte Stadtgebiet. Eine Fernbuslinie führte zeitweise von Eckernförde nach Berlin. Die wichtigsten Überlandbusverbindungen verkehren in Richtung Kiel, Rendsburg (Schnellbus, montags–freitags im Stundentakt), Schleswig sowie Kappeln. Neben dem Bahnhofsgebäude gibt es einen ZOB.

#### Fahrradverkehr
Eckernförde ist an den Ostseeküsten-Radweg angeschlossen, der innerhalb des europäischen EuroVelo-Netzes einmal die Ostsee umrundet und die Stadt damit mit Kiel, Danzig, Sankt Petersburg, Kopenhagen und anderen Orten verbindet.

#### Häfen

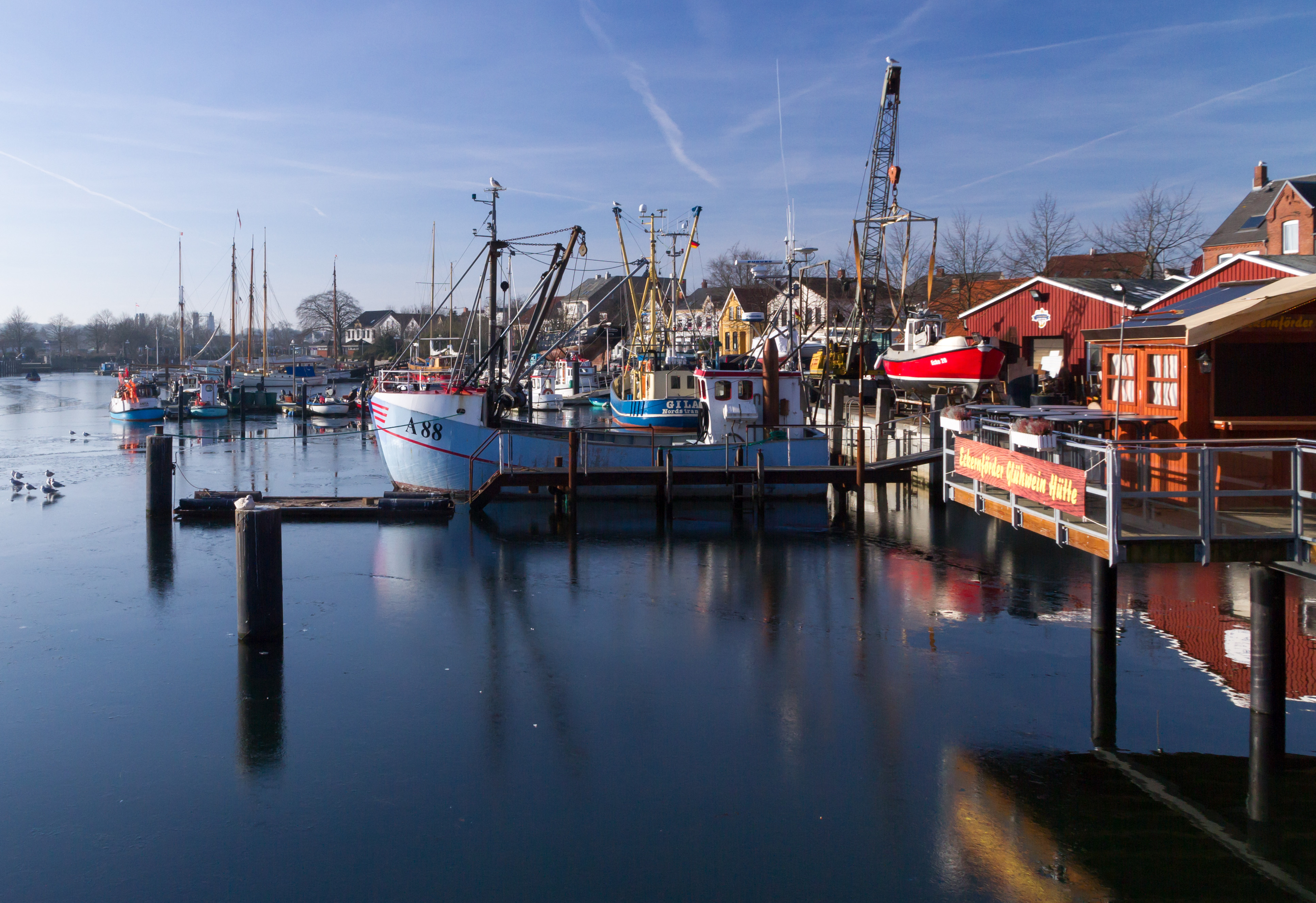
Der Hafen von Eckernförde

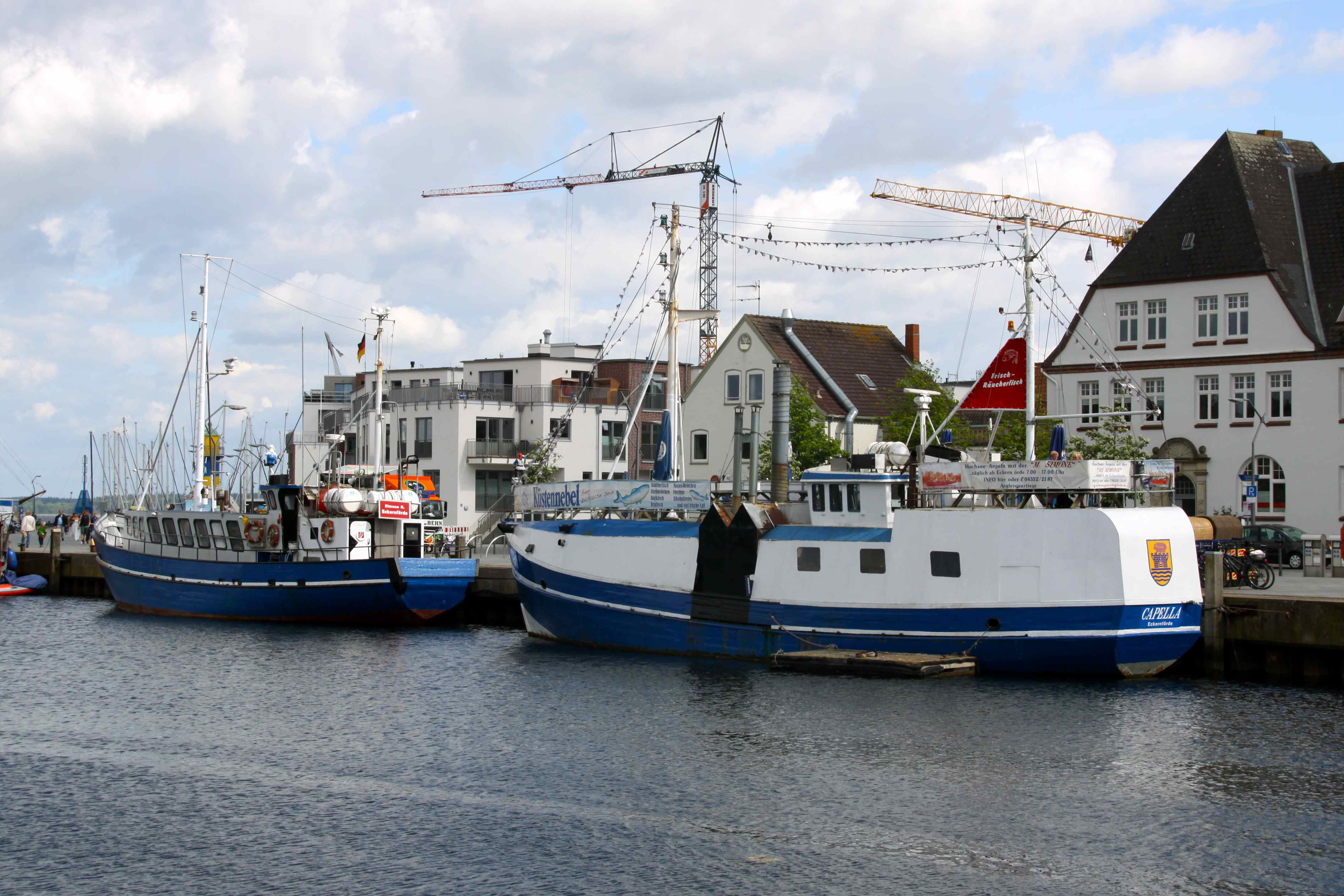
Capella (ex KFK 334) und Simone (ex KFK 488), zwei ehemalige Kriegsfischkutter 2011 im Eckernförder Hafen

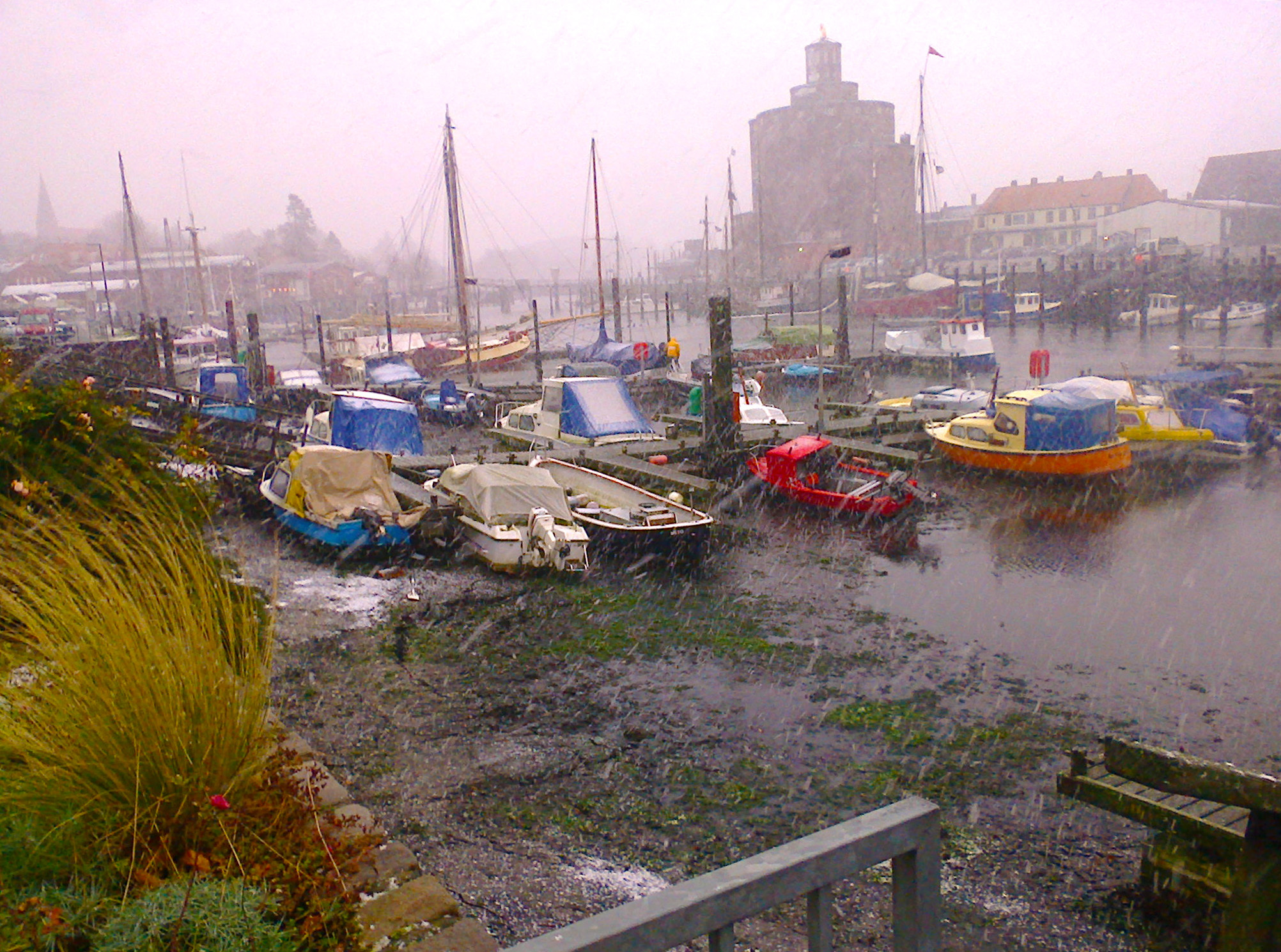
Stadthafen im Orkan Xaver

In Eckernförde gibt es vier Häfen sowie einen Schiffsanleger an der Torpedoschießanstalt im Süden (Sandkrug) der Stadt.
- Der Eckernförder Stadthafen – meist nur als Hafen bezeichnet – dient unter anderem als Fischerei- und Traditionsseglerhafen. Hier wurde in früheren Jahren zudem Fracht, vor allem Getreide, umgeschlagen. Bis Ende der 1990er Jahre war der Hafen mit einer Hafenbahn an das Eisenbahnnetz angeschlossen. An der Holzbrücke befindet sich der Pegel Eckernförde.
- An der Hafeneinfahrt befindet sich der Vorhafen – ein Yachthafen vor allem für Motor- und Segelyachten.
- Der Kranzfelder-Hafen im Stadtteil Louisenberg, benannt nach Alfred Kranzfelder, ist ein Tiefseehafen der Deutschen Marine, in dem inzwischen sämtliche deutschen U-Boote stationiert sind.
- An der Stadtteilgrenze zwischen Louisenberg und Borby gibt es den Yachthafen des SC Eckernförde.

Die Ringelnatter – eine Boje – grenzt in der Eckernförder Bucht den Gesamtbereich der Eckernförder Häfen inklusive der Reede-Seeflächen ab. Noch in den 1980er Jahren reichte eine Umrundung der Ringelnatter mit einem Passagierschiff oder Fischkutter zum zollfreien Einkauf.

### Rettungsstation der DGzRS
Die Deutsche Gesellschaft zur Rettung Schiffbrüchiger betreibt seit 1982 eine Rettungsstation im Stadthafen und hat für die Seenotrettung am Anleger an der Holzbrücke ein Seenotrettungsboot liegen.

### Medien
In Eckernförde erscheinen die Tageszeitungen Eckernförder Zeitung und die Kieler Nachrichten (mit der Regionalausgabe Eckernförder Nachrichten). Denselben Namen (Eckernförder Nachrichten) hatte zu Beginn des 20. Jahrhunderts auch eine liberale vom Reichstagsabgeordneten Wilhelm Spethmann herausgegebene Zeitung, die zweimal wöchentlich erschien. Jährlich erscheint das Jahrbuch der Heimatgemeinschaft Eckernförde, das sich mit Historischem wie Aktuellem aus dem Bereich des ehemaligen Kreises Eckernförde beschäftigt.

### Öffentliche Einrichtungen
- Amtsgericht Eckernförde

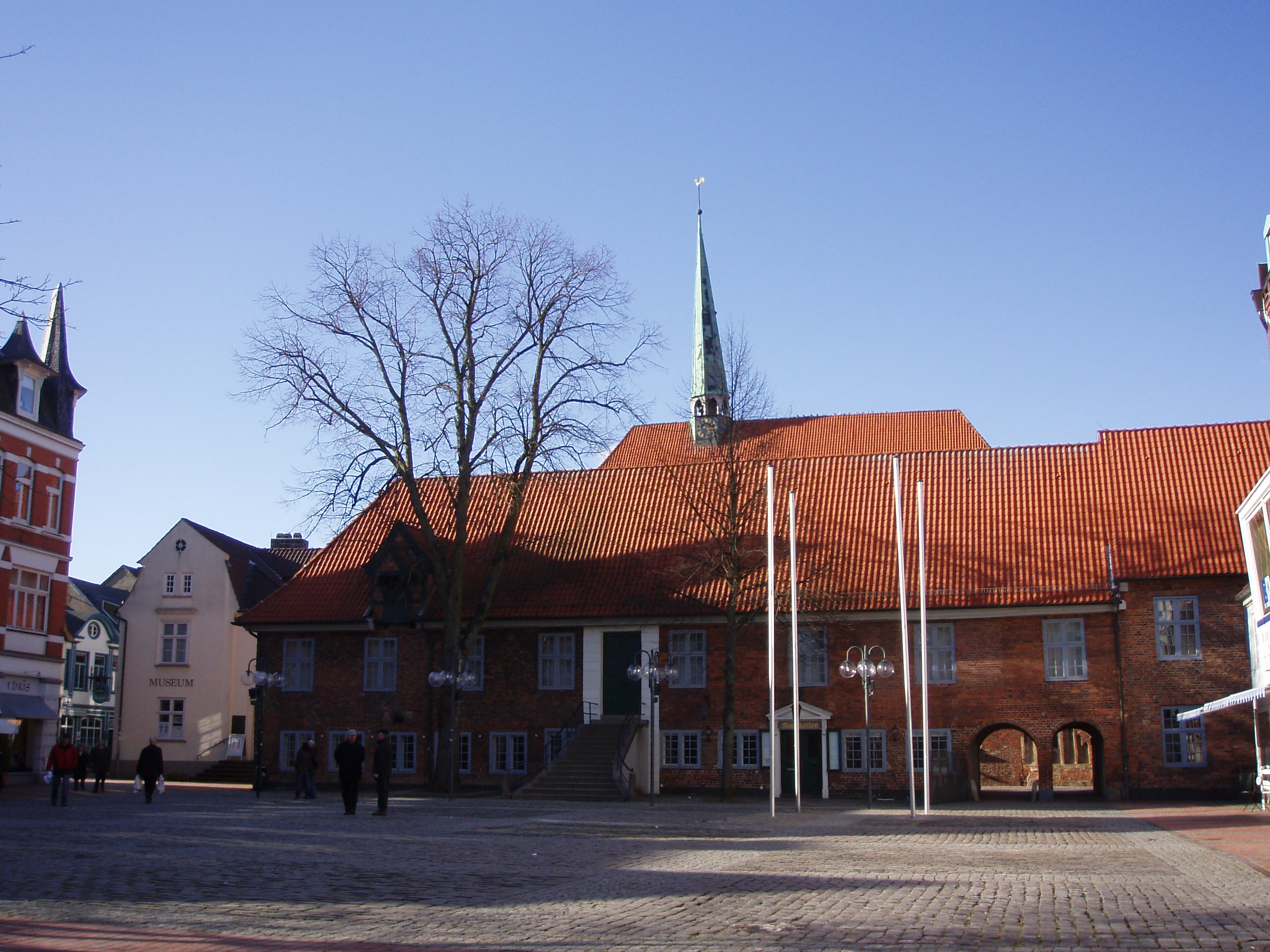
Museum Eckernförde im Alten Rathaus

- Dänische Bücherei (in der Jes-Kruse-Skole)
- Finanzamt Eckernförde-Schleswig
- Kfz-Zulassungsstelle für den Kreis Rendsburg-Eckernförde
- Imland Klinik Eckernförde (vorher Kreiskrankenhaus Eckernförde)
- Museum Eckernförde, seit 1987 im Alten Rathaus
- Stadthalle mit Stadtbücherei
- Meerwasser-Wellenbad
- Ostsee Info-Center (Aquarium)
- "Das HAUS" (Jugend-, Kultur- und Medienwerkstatt)

### Private Einrichtungen
- Galerie „nemo“ für zeitgenössische Kunst mit Kupferdruckwerkstatt
- Fischräucherei-Museum Alte Fischräucherei Eckernförde

### Bildung

#### Allgemeinbildende Schulen
Schülerzahlen aus dem Schuljahr 2019/2020
- Förderzentren (FöZ)
  - Pestalozzi-Schule (FöZ Lernen), Reeperbahn, 97 Schüler in 12 Klassen (93 Betreute)
  - Schule am Noor (FöZ Geistige Entwicklung), Stolbergring, 107 Schüler in 12 Klassen (4 Betreute)
  - Sternschule (FöZ Sprache), Wulfsteert
- Grundschulen (GS)
  - Richard-Vosgerau-Schule, Bergstraße, 145 Schüler in 7 Klassen
  - Fritz-Reuter-Schule, Breslauer Straße, 178 Schüler in 8 Klassen
  - Sprottenschule (seit 2017, Zusammenlegung von ex Gorch-Fock- und GS-Teil der ex Albert-Schweitzer-Schule), Wulfsteert, 320 Schüler in 15 Klassen
- Gemeinschaftsschulen (GemS)
  - Gudewerdt-Gemeinschaftsschule, Pferdemarkt, 632 Schüler in 28 Klassen (Name seit 2017, ex Gudewerdtschule (Realschule) und Grund- und Gemeinschaftsschule Eckernförde Nord Pferdemarkt)
  - Peter-Ustinov-Schule Eckernförde (GemS mit gymnasialer Oberstufe), Sauerstraße, 888 Schüler in 38 Klassen
  - Jes-Kruse-Skolen (GS, GemS, FöZ), Dänische Schule, Hans-Christian-Andersen-Weg, 333 Schüler in 17 Klassen
- Gymnasium
  - Jungmannschule, Sauerstraße, 772 Schüler in 31 Klassen
- Nicht-Staatliche Schulen
  - Freie Waldorfschule, Schleswiger Straße, 423 Schüler in 19 Klassen

#### Berufsbildende Schulen
- Berufsbildungszentrum (BBZ) Rendsburg-Eckernförde, Standort Eckernförde, Fischerkoppel

#### Ehemalige Einrichtungen
- Willers-Jessen-Schule, Kieler Straße (bis 2013)
- Sandkrugschule, Berliner Straße (bis 1968)
- Gorch-Fock-Schule, Sauerstraße (bis 2017)
- Fachbereich Bauwesen der Fachhochschule Kiel, hervorgegangen aus der Bauschule Eckernförde, zuletzt am Lorenz-von-Stein-Ring, wurde auf Beschluss der Landesregierung im September 2007 geschlossen und der Fachhochschule Lübeck zugeschlagen. Die Bauschule wurde 2014/2015 teilweise abgerissen, um dort eine neue Wohnanlage entstehen zu lassen. Das unter Denkmalschutz stehende Hauptgebäude blieb erhalten.
- Lehrerseminar Eckernförde, Bergstraße (bis 1924)
- Fischereischule Eckernförde, Sehestedter Straße
- Landwirtschaftsschule, Stolbergring
- Landesfeuerwehrschule Schleswig-Holstein und Landespolizeischule Schleswig-Holstein (vorübergehend nach dem Zweiten Weltkrieg) in Carlshöhe
- Zentralstelle für Landeskunde (Schleswig-Holsteinischer Heimatbund), Mühlenberg

#### Sonstige Bildungseinrichtungen
- Volkshochschule Eckernförde, Reeperbahn
- Heimatgemeinschaft Eckernförde, Carlshöhe

## Persönlichkeiten

### Ehrenbürger
- Jürgen Anbuhl (1940–2022), langjähriger Bürgervorsteher der Stadt, ehemaliges Mitglied des Bundestages für den Wahlkreis Eckernförde, ehemaliger Schulleiter
- Wilhelm Lehmann (1882–1968), Lehrer und Schriftsteller
- Kurt Schulz (1922–2017), ehemaliger Bürgermeister der Stadt Eckernförde, langjähriges Mitglied des Landtages für den Wahlkreis Eckernförde und ehemaliger Landesbeauftragter für das Grenzland, Minderheiten und die niederdeutsche Sprache

## Sonstiges
Seit dem 14. Mai 1986 ist Eckernförde „UNO-Stadt“. 1994/1995 war Eckernförde „Bundeshauptstadt für Natur- und Umweltschutz“. Der Titel „Umweltfreundliche Gemeinde“ wurde in den Jahren 1988, 1992, 1996 und 2000 errungen. 2006 gewann Eckernförde Bronze beim Bundeswettbewerb Unsere Stadt blüht auf.
In den Kirchenbüchern der Sankt-Nicolaikirche gibt es einen Eintrag über den Tod des Grafen von Saint Germain. Das Grab soll durch die Sturmflut 1872 zerstört worden sein.
Der Fernmeldeturm ist mit 63 Metern Gesamthöhe das höchste Bauwerk in Eckernförde.
Der Europäische Fernwanderweg E6 führt durch Eckernförde. Außerdem beginnt hier der Naturparkweg, der die fünf Naturparks in Schleswig-Holstein für Wanderer verbindet.
Das Kommando Spezialkräfte Marine und das Seebataillon der Deutschen Marine sind in Eckernförde stationiert. Eine Wehrtechnische Dienststelle der Bundeswehr für Schiffe und Marinewaffen befindet sich in Eckernförde.
Die Deutsche Lebens-Rettungs-Gesellschaft Schleswig-Holstein zog Anfang der 1960er Jahre mit ihrem Sitz von Kiel nach Eckernförde. Unterhalb des „großen“ Leuchtturms baute die DLRG zwischen 1960 und 1963 ihr Landeszentrum. Dieses wurde von 1985 bis 1987 erweitert und erhielt 2008/2009 einen weiteren Anbau. Eckernförde ist Sitz der Landesgeschäftsstelle. Zudem finden nahezu alle relevanten Fachaus- und Weiterbildungen der Wasserretter in Eckernförde statt.

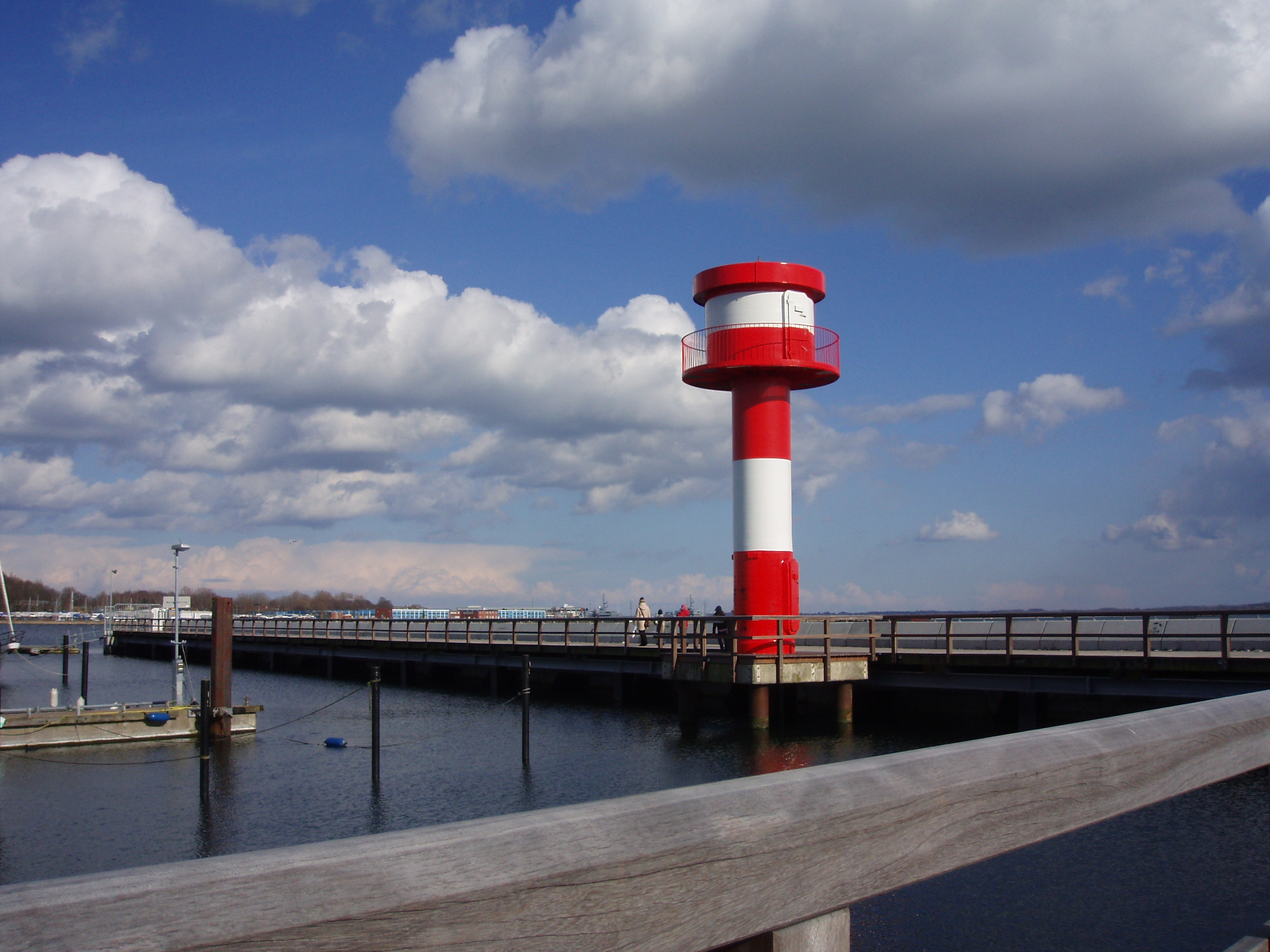
Leuchtturm im Eckernförder Hafen
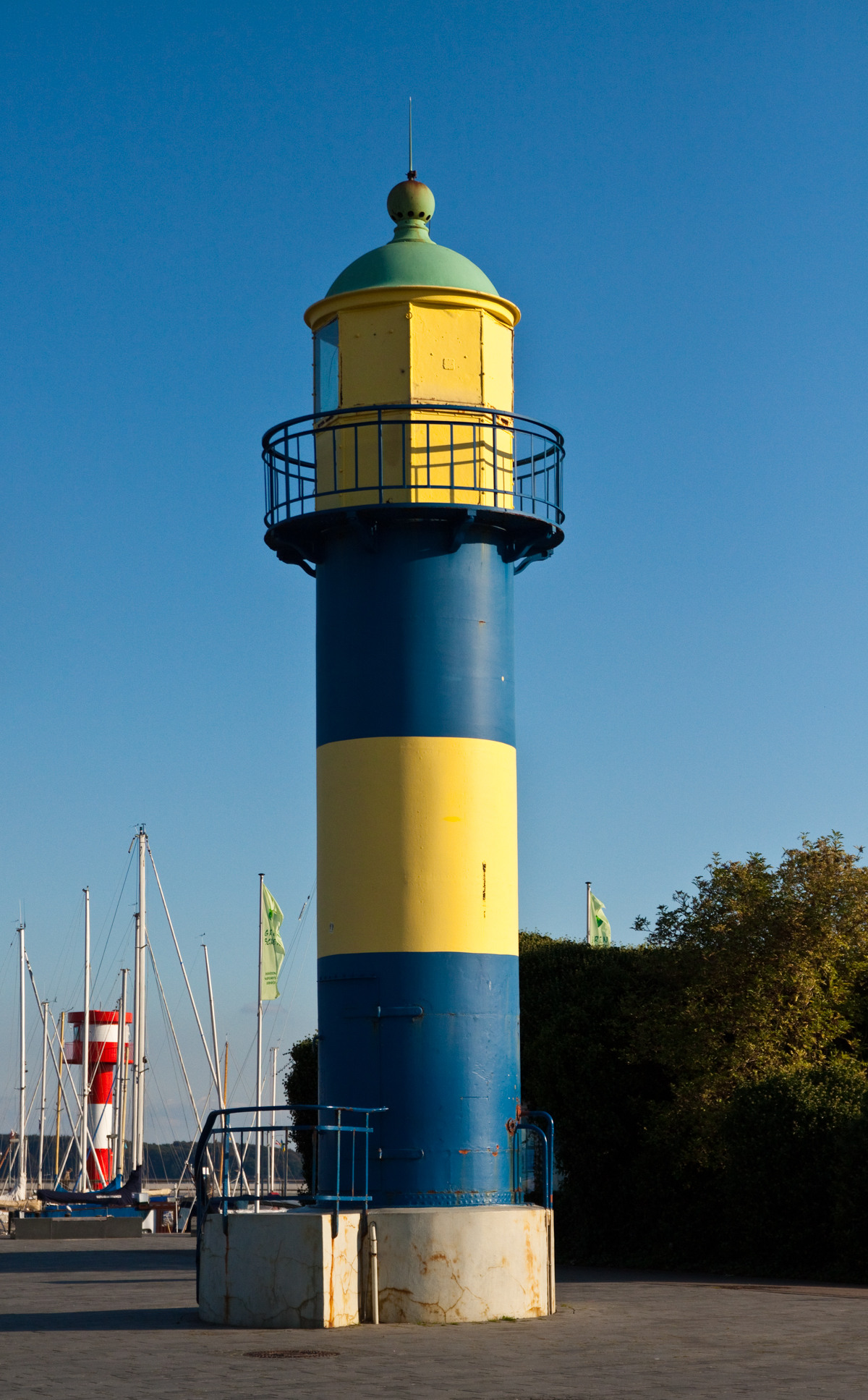
Historischer Leuchtturm, im Eckernförder Hafen
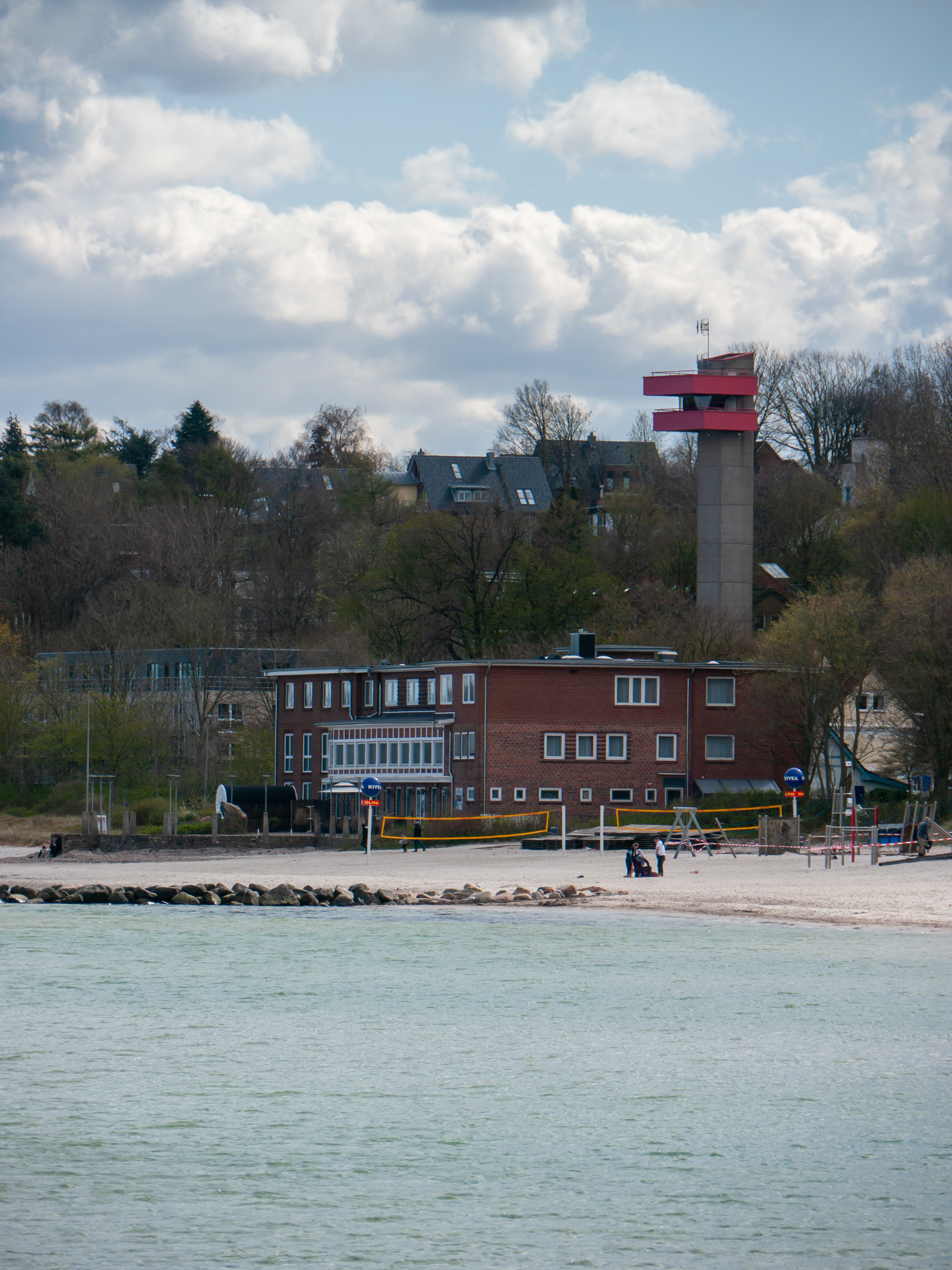
Leuchtturm Eckernförde in der Eckernförder Bucht mit Landeszentrum der DLRG
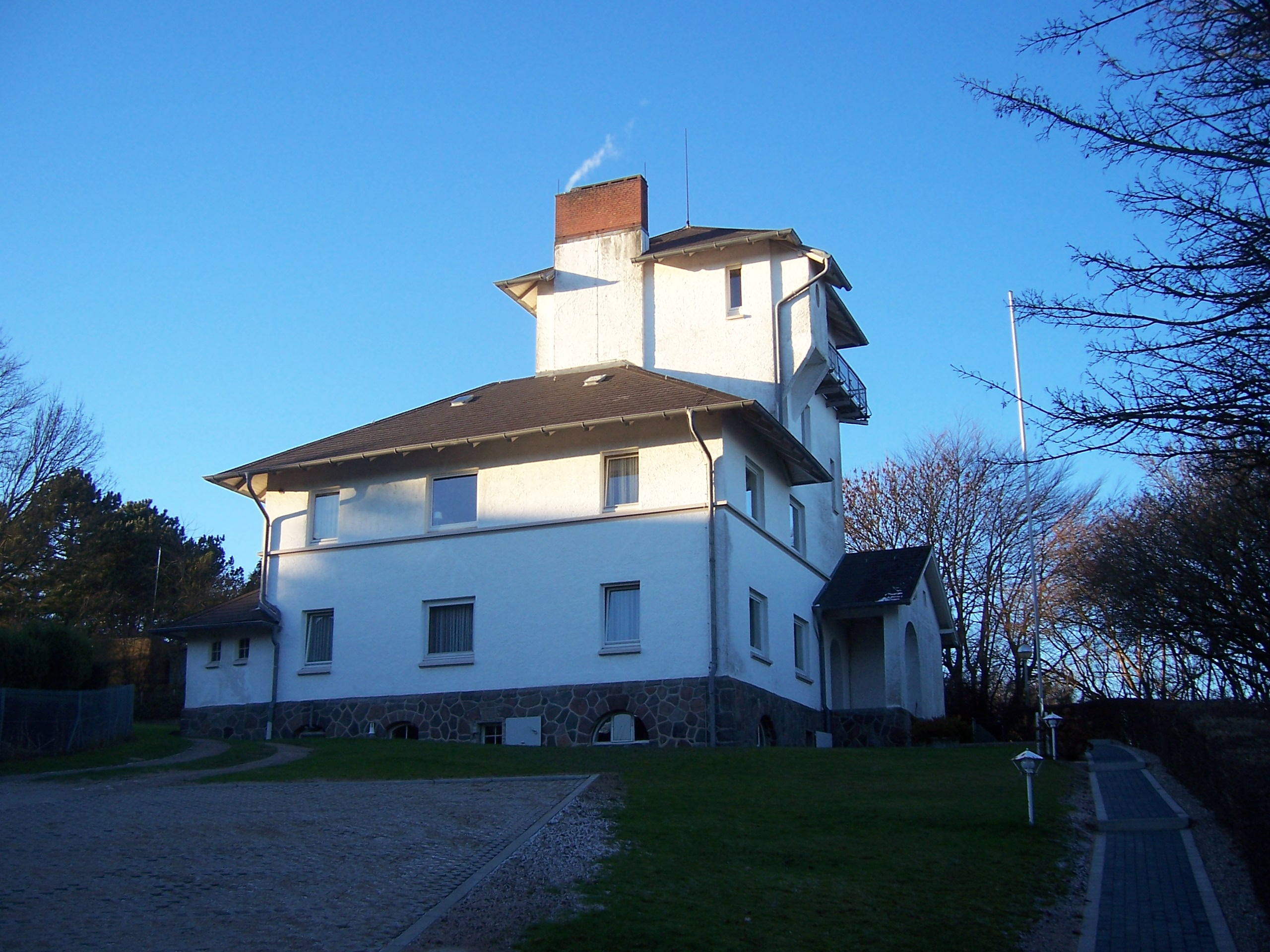
Historisches Leuchtfeuer in der Eckernförder Bucht, das 1981 durch den Leuchtturm ersetzt wurde

Das Fischereikennzeichen der Fischkutter mit Heimathafen Eckernförde lautet „ECKE“.
Das frühere Kfz-Kennzeichen (bis 25. April 1970) für den Kreis Eckernförde lautete ECK; seit dem 15. November 2012 kann es wieder als Kfz-Kennzeichen des Kreises Rendsburg-Eckernförde erteilt werden.
Nach der Stadt Eckernförde benannt wurden unter anderem: die Eckernförder Bucht, der Eckernförder Lobus (Teil des weichseleiszeitlichen Ostseegroßgletschers), die Eckernförde (vorübergehender Name der Gefion von 1843), Eckernförde – ein Seenotrettungsboot, C-Eckernförde – ein Virusstamm der Maul- und Klauenseuche, der ehemalige Kreis Eckernförde, die ehemalige Eckernförder Harde, der ehemalige Eckernförder Kanalgutsbezirk vor allem in Holtenau, das Gefecht von Eckernförde, die Eckernförder Bildhauerschule der Familie Gudewerdt, die Eckernförder Fayencemanufaktur, der fiktive Nachname Eckernförde im Film Erkan & Stefan, Eckernförde – ein Song der Band Truck Stop, die Eckernforde Tanga University Institute of Health Sciences, eine Privatuniversität in der Partnerstadt Tanga in Tansania.
Schiffe
- Svanen, ein in Eckernförde 1777/78 gebautes Segelschiff, das im 18. und 19. Jahrhundert Islands Verbindung nach Europa war[A 8]
- Gefion, zeitweise Eckernförde, dänische, später preußische Segelfregatte
- Planet
- Minentauchboot Mühlhausen
- Flottendienstboote Alster, Oste und Oker
- Taucherschulboot Langeoog
- Seenotrettungsboot Eckernförde
- Roald Amundsen, eine Brigg von 1952
- Jachara, ein Gaffelschoner von 1951
- Freiwillige Feuerwehr Eckernförde, Ölwehrboot 2001 (Landesgerät), im Frühjahr 2012 an die Freiwillige Feuerwehr Rendsburg abgegeben

Der Kranzfelder-Hafen (1. Ubootgeschwader) ist Heimathafen mehrerer Kriegs- und Forschungsschiffe und Heimathafen der gegenwärtig sechs U-Boote der Bundesmarine (U 31 bis U 36).